# Legnica
Legnica (do 1946 roku: Lignica, niem. Liegnitz, cz. Lehnice) – miasto na prawach powiatu w Polsce, w środkowej części województwa dolnośląskiego, w większości na Równinie Legnickiej, położone nad rzekami: Kaczawą (lewy dopływ Odry) i wpadającą do niej Czarną Wodą. Stanowi najdalej wysunięty na południe i największy ośrodek miejski Legnicko-Głogowskiego Okręgu Miedziowego.
Legnica uzyskała lokację miejską przed 1252 rokiem. W latach 1809–1945 Legnica była stolicą rejencji legnickiej w pruskiej prowincji Śląsk. Od 1 czerwca 1975 do 31 grudnia 1998 miasto było stolicą województwa legnickiego. Od 1992 stolica diecezji legnickiej Kościoła rzymskokatolickiego. Od 1999 siedziba władz ziemskiego powiatu legnickiego.
Według danych GUS z 30 czerwca 2024, Legnica liczyła 91 335 mieszkańców i była 3. co do wielkości (po Wrocławiu i Wałbrzychu) miastem w województwie. Według danych z 2023 Legnica ma obszar 56,29 km² (78. miejsce w kraju). 
Legnica stanowi ośrodek LGOM, znajdują się w niej zakłady należące do KGHM Polska Miedź, Legnicka Specjalna Strefa Ekonomiczna oraz Legnicki Park Technologiczny.
Legnica jest członkiem Związku Miast Polskich.

## Warunki naturalne

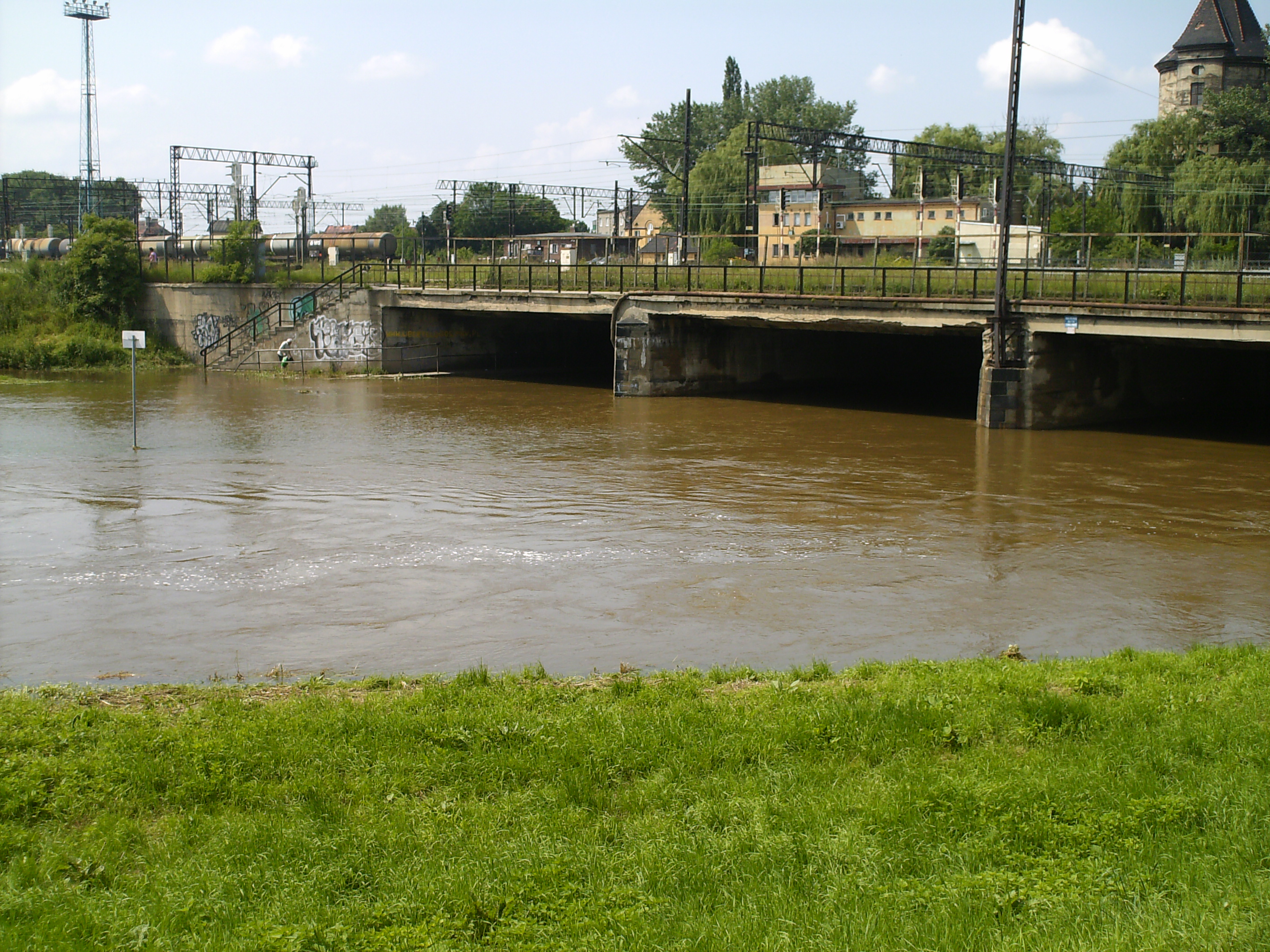
Wezbrana Kaczawa

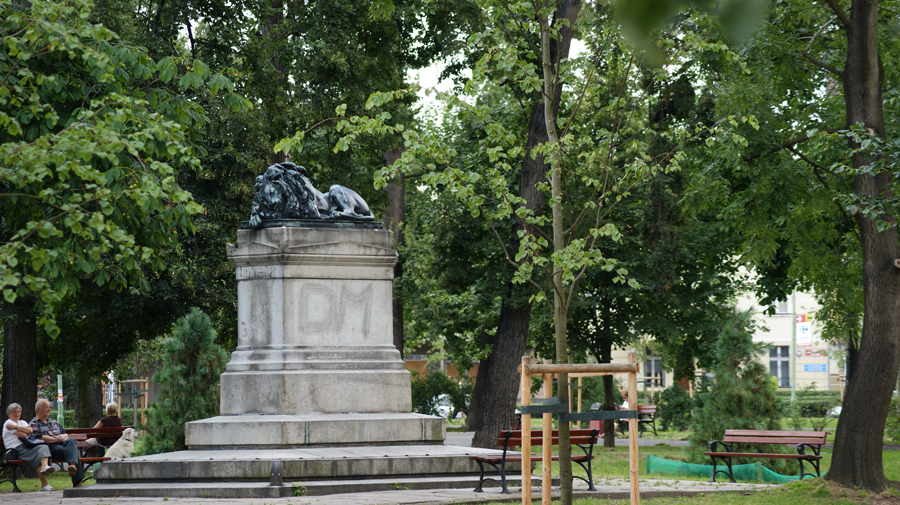
Pomnik lwa legnickiego w Parku Miejskim

### Położenie
Pod względem podziału Polski na jednostki fizycznogeograficzne i geomorfologiczne Legnica położona jest w obrębie Niziny Śląsko-Łużyckiej.
Według szczegółowego podziału na mezoregiony i mikroregiony, 85% powierzchni miasta znajduje się na Równinie Legnickiej. 13,5% południowo-zachodniej części miasta leży na Wysoczyźnie Chojnowskiej, a 1,5% na Wysoczyźnie Lubińskiej.

### Klimat
Klimat Legnicy zaliczany jest do najcieplejszych w kraju – ze średnią roczną temperaturą ponad +8,5 °C i średnią roczną sumą opadów 515 mm. Cieplejszy klimat i dłuższy okres wegetacyjny, który trwa przez ok. 225 dni w roku i należy do najdłuższych w kraju, co ma korzystny wpływ na środowisko – przez to okres zielony trwa w Legnicy dłużej niż w innych regionach kraju.

### Rzeki i zbiorniki wodne

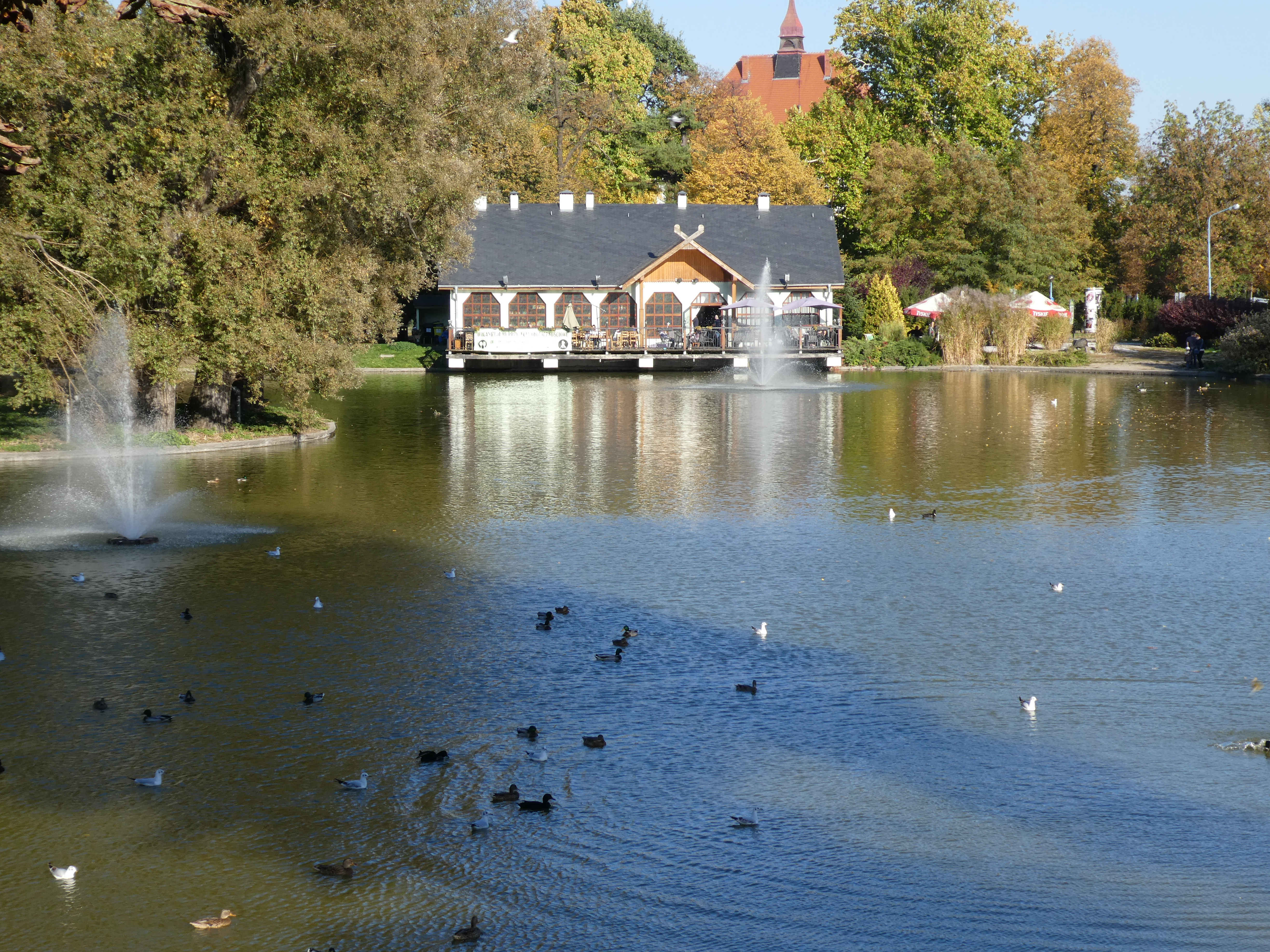
Kozi Staw z legnicką „Wenecją”

Przez Legnicę przepływają 3 rzeki: Kaczawa, Czarna Woda i Wierzbiak oraz trzy mniejsze, biorące swoje źródła nieopodal granic miasta potoki: Kopanina, Pawłówka i Lubiatówka.
W obrębie Legnicy znajduje się kilka zbiorników wodnych, pełniących funkcje retencyjne (sztuczny zalew na Czarnej Wodzie – Kąpielisko Północne – w północnej części miasta, zbiornik wodny na Pawłówce Huty Miedzi „Legnica” na terenach dawnej wsi Białka), bądź będące ostoją dzikich ptaków, płazów oraz roślinności wodnej (glinianki w Lasku Złotoryjskim, w rejonie Pawic, rozlewisko Pawłówki w pobliżu linii kolejowej w kierunku Zgorzelca). Na terenach pomiędzy obwodnicą zachodnią miasta, Czarną Wodą a Kąpieliskiem Północnym rozciągają się bagniste tereny zalewowe.

### Zieleń
Zorganizowane tereny zielone zajmują 610 ha, co stanowi około 11% całkowitej powierzchni miasta. 50 ha to założony około 1840 r. Park Miejski (stara część – 35 ha), kolejne 50 ha – Lasek Złotoryjski (część parkowa), 45 ha to XIX-wieczny cmentarz komunalny, a około 16,3 ha – kompleks Parku Gdańskiego z Kąpieliskiem Północnym. 179 ha zajmują ogrody działkowe, a pozostałą część – zieleń osiedlowa, skwery itp.
Dwukrotnie większą powierzchnię od zieleni zorganizowanej zajmują lasy znajdujące się w granicach Legnicy, tj. las ochronny huty (przedłużenie Lasku Złotoryjskiego) oraz Las Pawicki.

## Nazwa

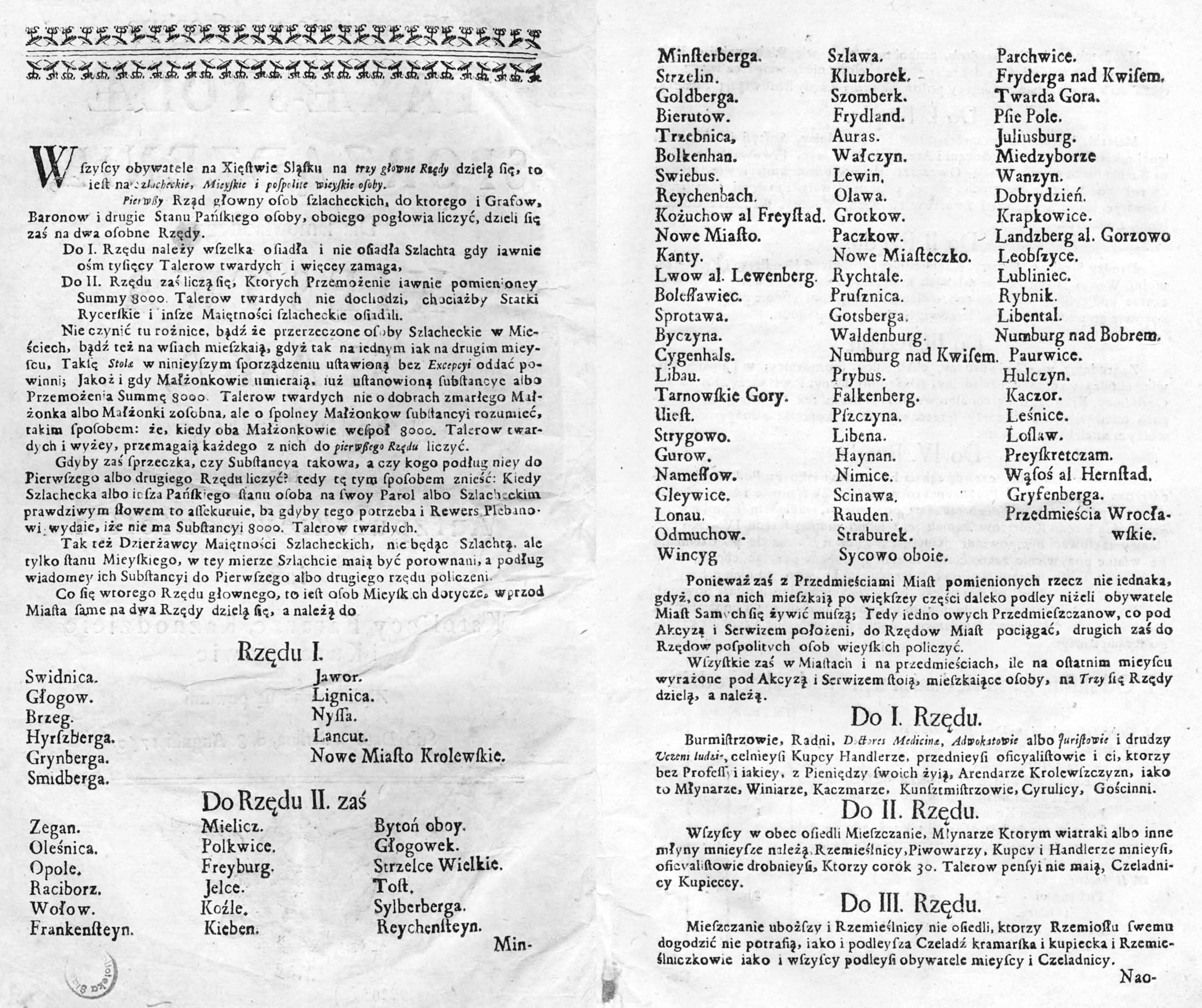
Nazwa Lignica wśród innych nazw śląskich miejscowości w urzędowym pruskim dokumencie z 1750 roku wydanym w języku polskim w Berlinie

Nazwa miejscowości wywodzi się prawdopodobnie od staropolskiej nazwy Łęg oznaczającej łąkę łęgową, czyli miejsca okresowo wilgotnego i podmokłego, obszaru zalewowego lub rozlewiska. Może też pochodzić od rdzenia *leg-, który oznaczałby „miejsce do leżenia, legowisko”. Inną etymologią może być imię celtyckiego boga Lugh. Heinrich Adamy w swoim dziele o nazwach miejscowości na Śląsku wydanym w 1888 roku we Wrocławiu wymienia dwie nazwy miejscowości zanotowane w dokumencie z 1146 roku Legnicz oraz L’gniza podając ich znaczenie „Sumpfplatz”, czyli „Bagniste miejsce”.
W spisanym po łacinie dokumencie średniowiecznym księcia Bolesława Rogatki z 1242 roku miasto wymienione jest pod nazwą Legnic we fragmencie dotyczącym kasztelana legnickiego Lasoty – Lassota, castellano in Legnic. W spisanym po łacinie dokumencie średniowiecznym wydanym we Wrocławiu w 1290 roku, który sygnował książę śląski Henryk V Brzuchaty miejscowość wymieniona jest w staropolskiej wersji Legnicz. W kolejnym dokumencie tego księcia wydanym w Legnicy w 1293 roku miasto wymienione jest dwukrotnie jako Lignicz. Nazwę miejscowości w formie „Legnica” oraz Legnicz wymienia spisany ok. 1300 roku średniowieczny łaciński utwór opisujący żywot świętej Jadwigi Vita Sanctae Hedwigis.
W roku 1268 słynny naukowiec Witelo napisał po łacinie w swoim dziele naukowym Perspektywy „Lignitz castrum Poloniae” („Legnica gród Polski”). W 1295 w kronice łacińskiej Liber fundationis episcopatus Vratislaviensis (pol. Księga uposażeń biskupstwa wrocławskiego) miejscowość wymieniona jest jako Legnice oraz Legnitz. Księga wymienia również wsie, które w procesach urbanizacyjnych zostały wchłonięte przez miasto stając się jego częściami lub dzielnicami: Przybków jako Pribzlowitz. W 1475 roku w łacińskich statutach Statuta Synodalia Episcoporum Wratislaviensium miejscowość wymieniona jest w zlatynizowanej formie Legnicz. W roku 1613 śląski regionalista i historyk Mikołaj Henel z Prudnika wymienił miejscowość w swoim dziele o geografii Śląska pt. Silesiographia podając jej łacińską nazwę: Lignicium.
W 1750 roku polska nazwa „Lignica” wymieniona jest w języku polskim przez Fryderyka II pośród innych miast śląskich w zarządzeniu urzędowym wydanym dla mieszkańców Śląska. Nazwę Lignica w książce Krótki rys jeografii Szląska dla nauki początkowej wydanej w Głogówku w 1847 wymienił śląski pisarz Józef Lompa.
W 1896 roku nazwy Legnica oraz Liegnitz wspomniane są przez śląskiego pisarza Konstantego Damrota. Wymienia on również starsze nazwy z łacińskich dokumentów Legnicz, Legnich i Ligentze. Słownik geograficzny Królestwa Polskiego wydany na przełomie XIX i XX wieku notuje nazwę miasta pod polską nazwą Lignica oraz niemiecką Liegnitz. Obecną nazwę oficjalnie nadano 7 maja 1946 roku.

## Historia

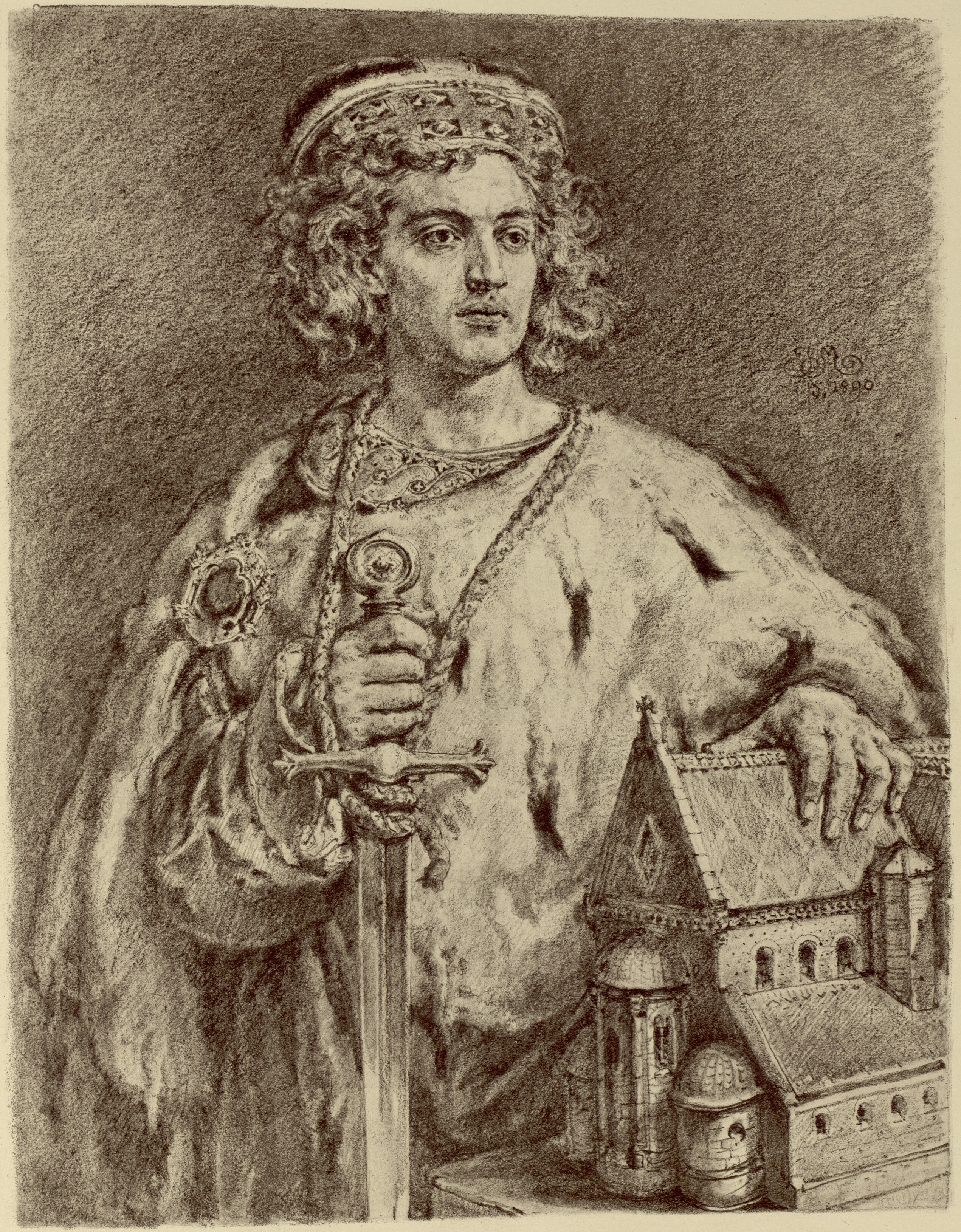
Bolesław Kędzierzawy – książę zwierzchni Polski rezydował w Legnicy

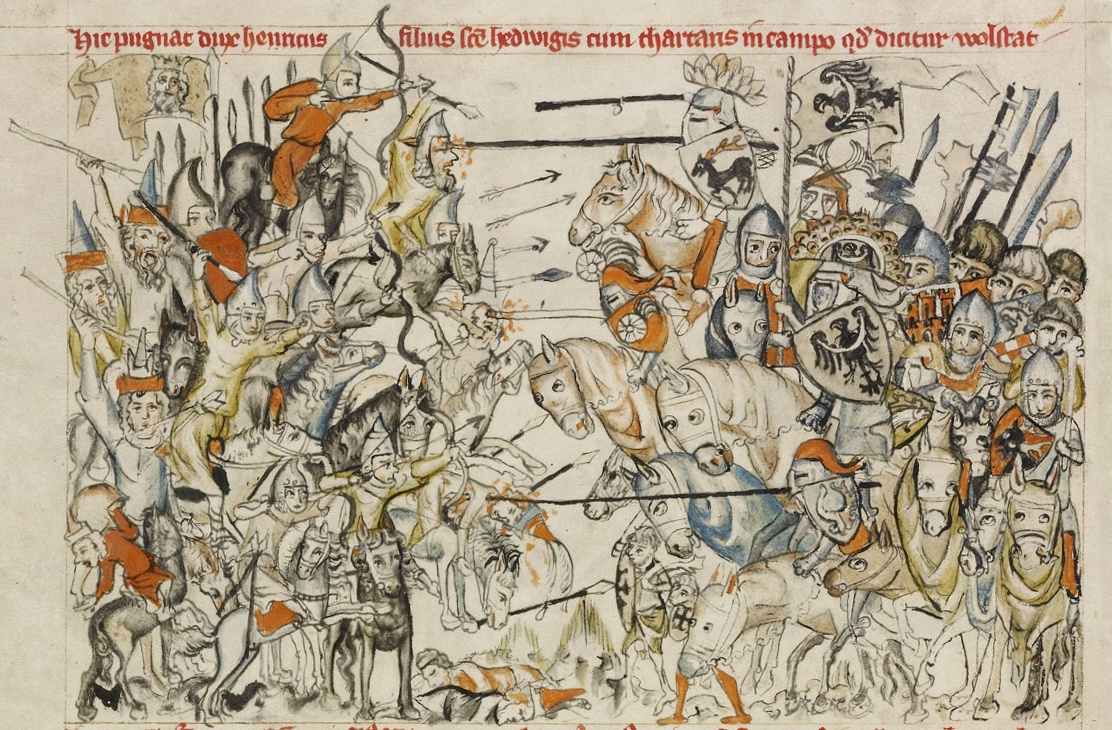
Bitwa pod Legnicą (Liegnitz) 1241 r. Oświetlony rękopis średniowieczny (zbiór J. Paul Getty Museum)

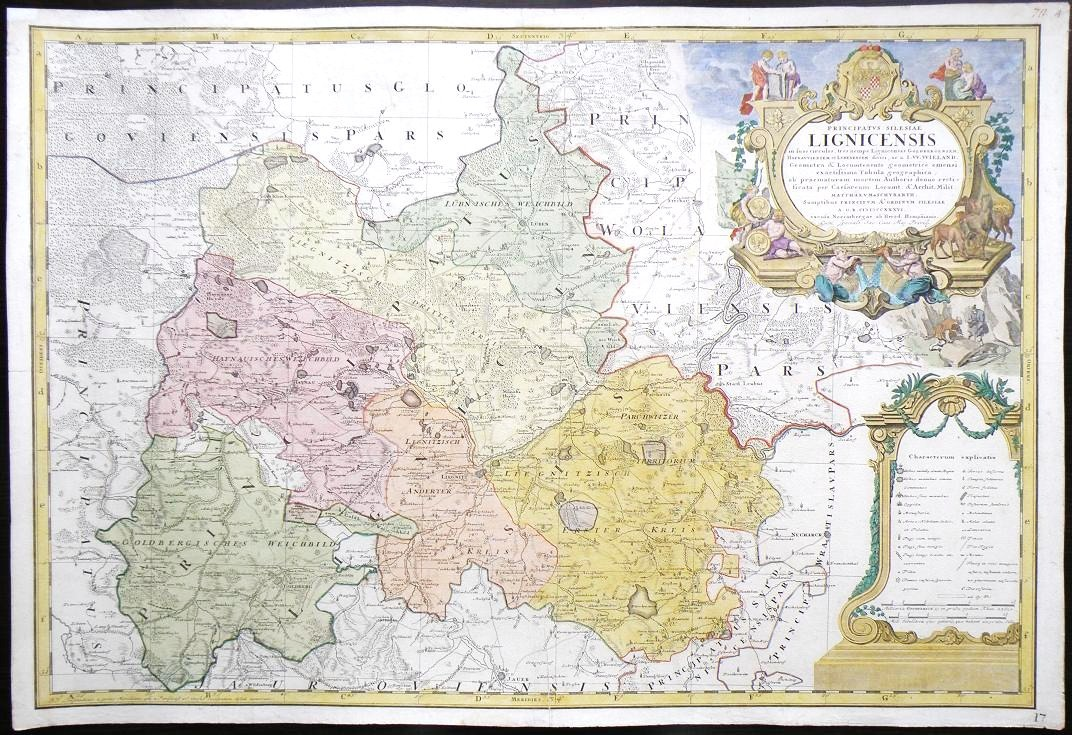
Podział administracyjny Księstwa legnickiego

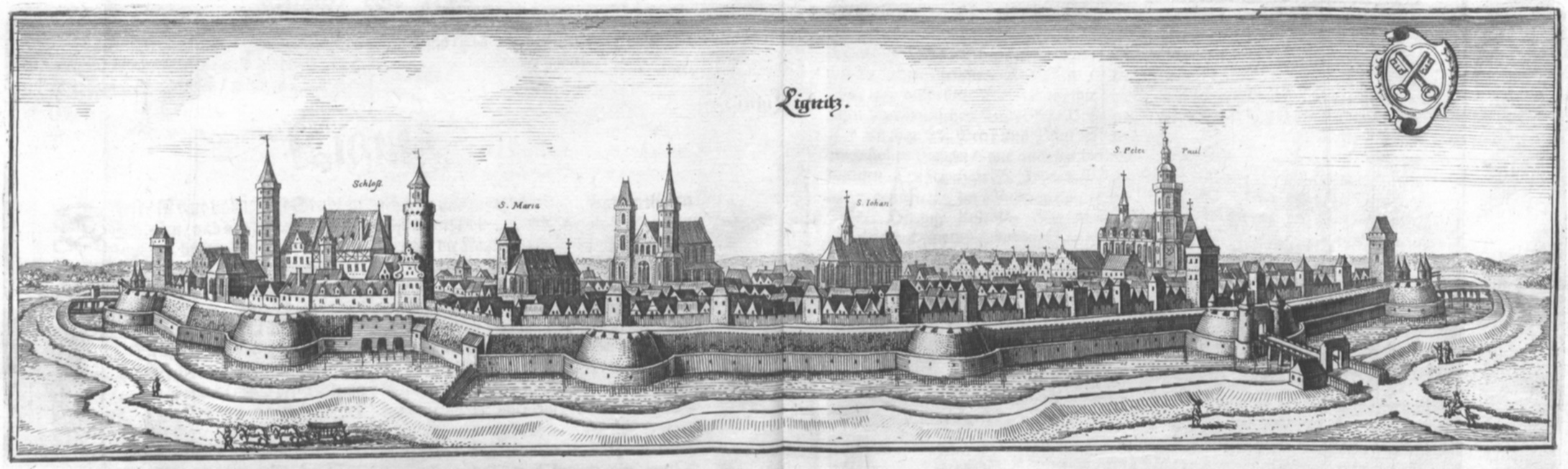
Panorama Lignitz z książki pt. „Topographia Bohemiae, Moraviae Et Silesiae” (ilustrator Matthäus Merian) z 1650 r.

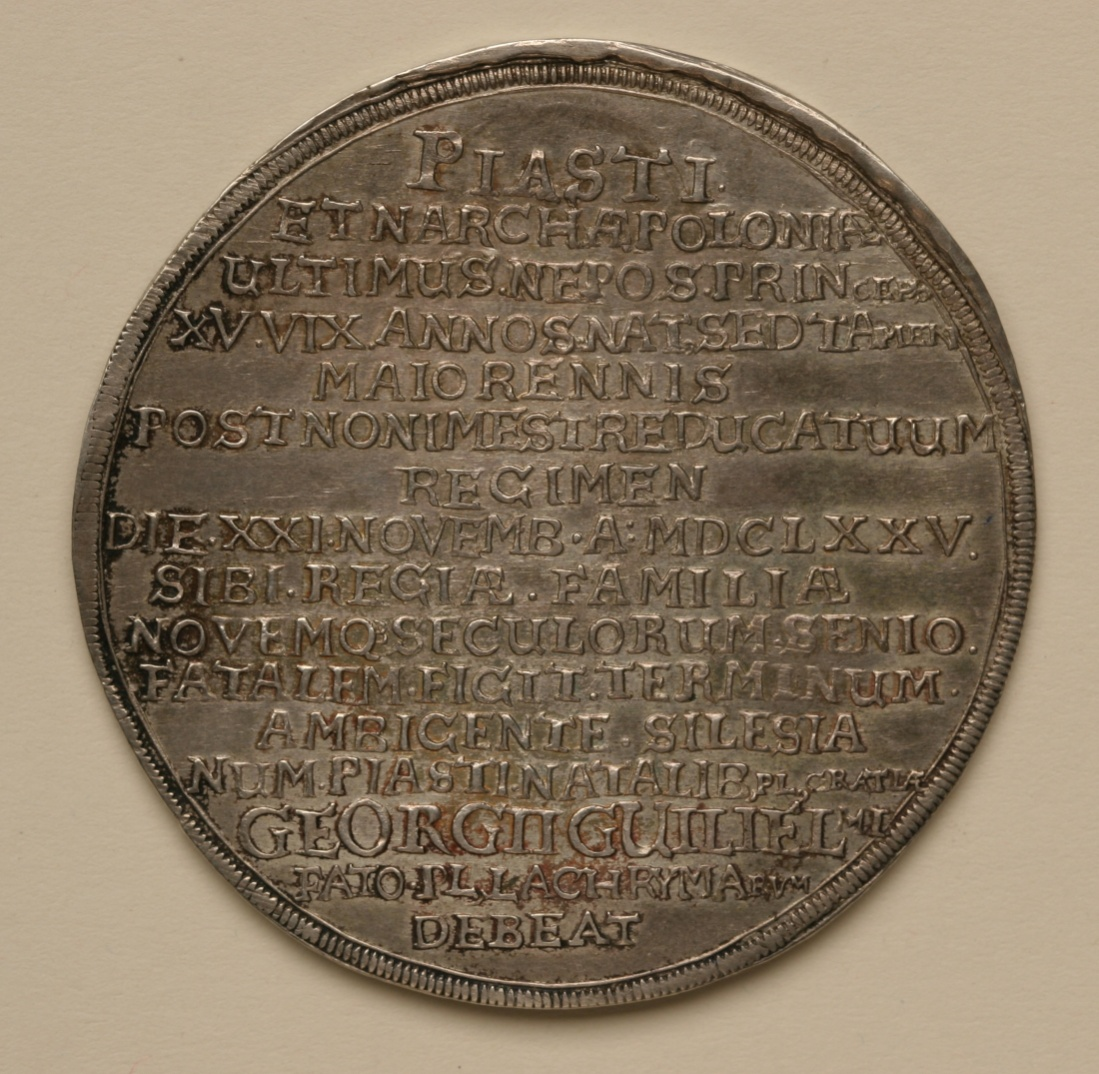
Rewers medalu pogrzebowego Jerzego Wilhelma legnickiego wybitego w 1675 roku w Legnicy z napisem PIASTI ET NARCHÆ POLONIÆ ULTIMUS NEPOS PRINceps („Ostatni potomek Piastów władców Polski”).

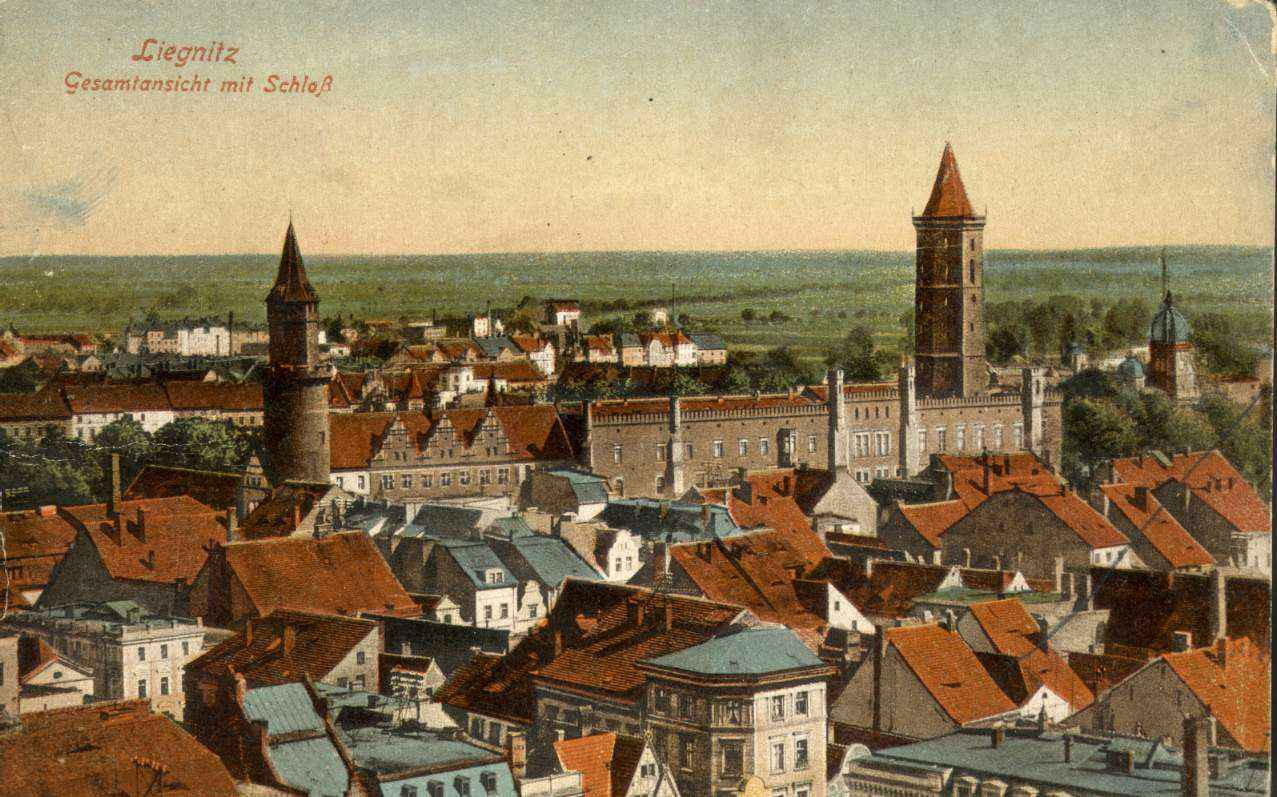
Widok miasta od strony południowo-wschodniej, na początku pocz. XX w.

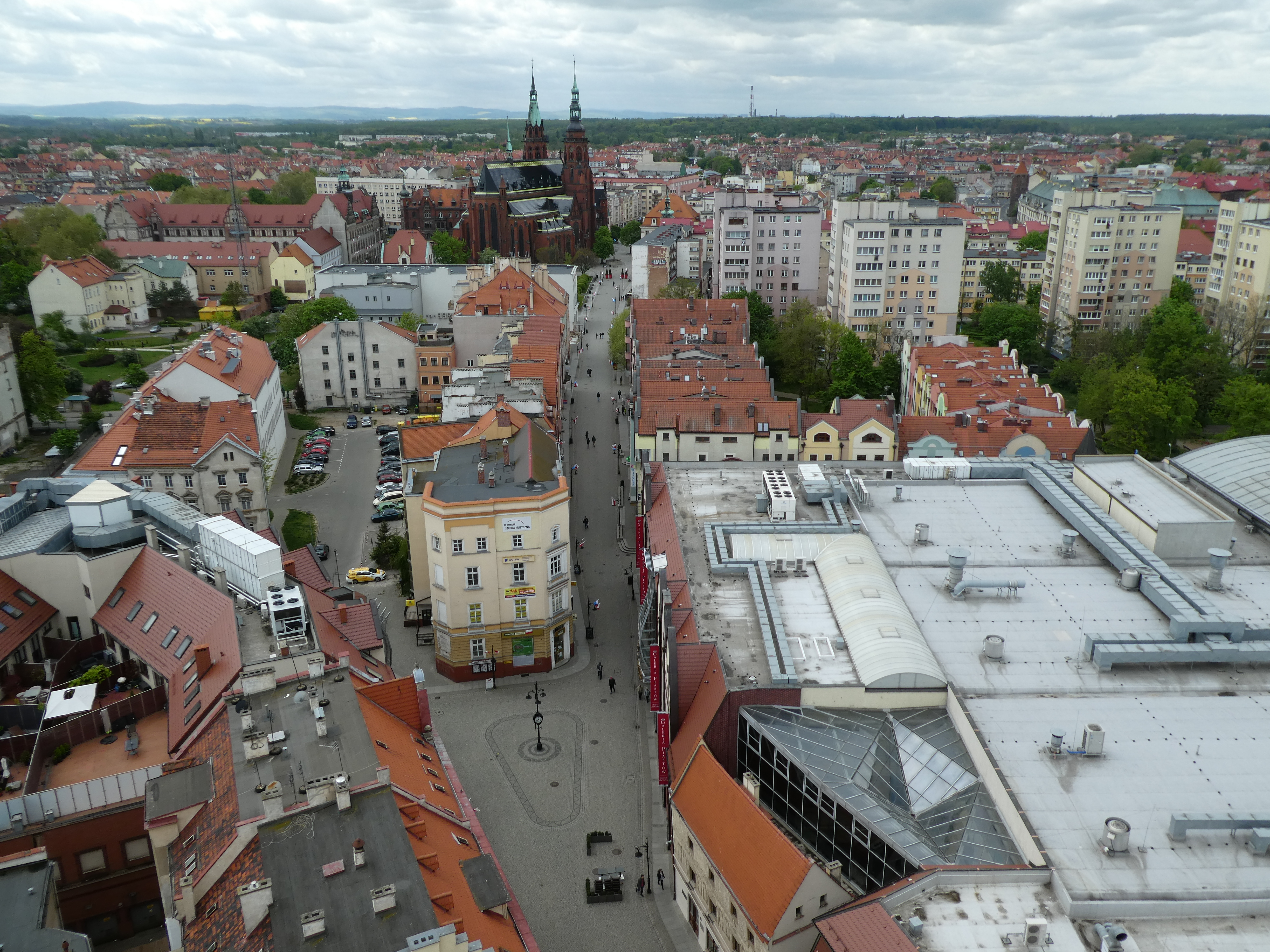
Widok starego miasta Legnicy, odbudowanego w latach 60. po zniszczeniach wojennych w maju 1945 roku

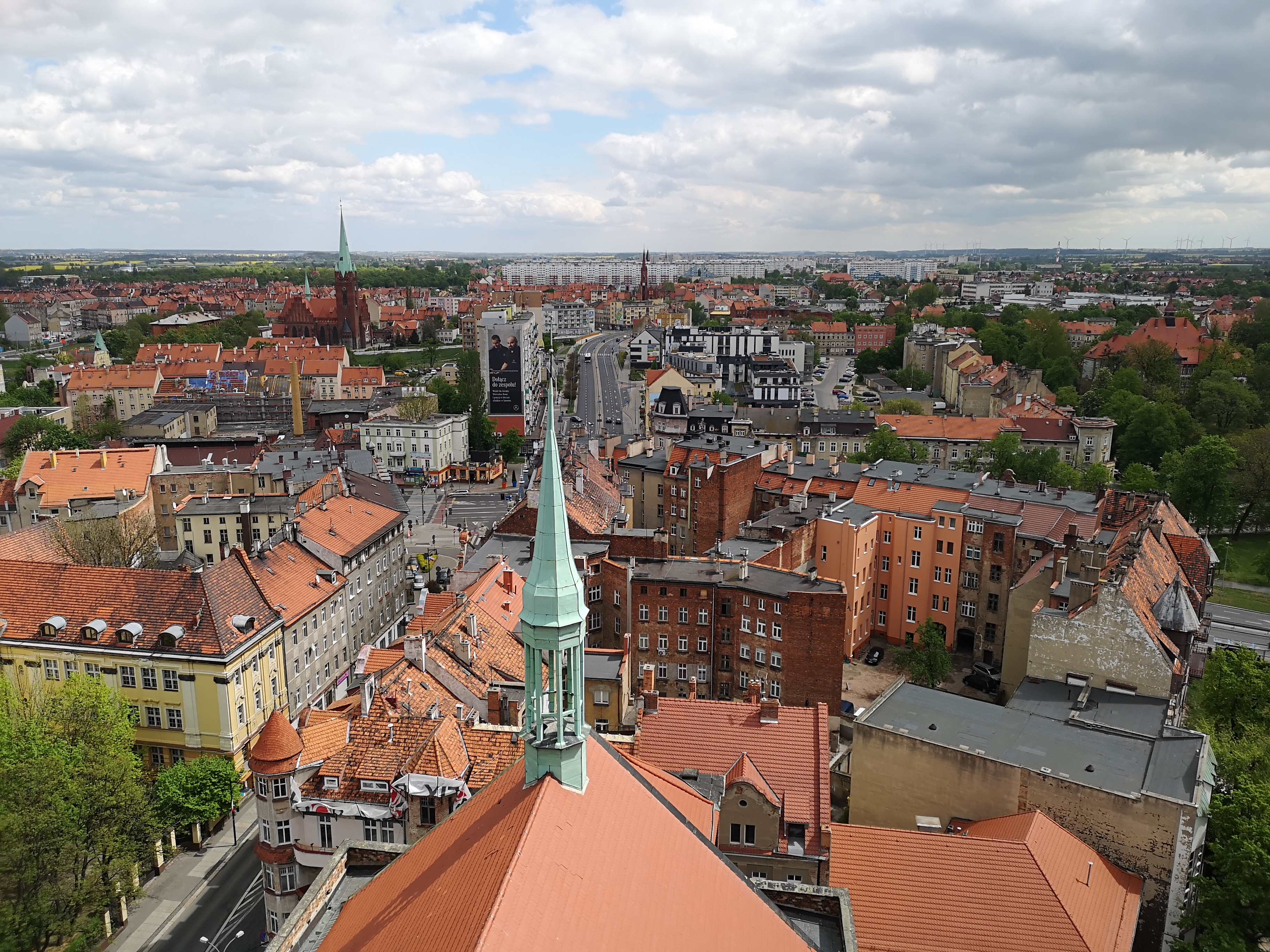
Widok na wschodnią część Legnicy.

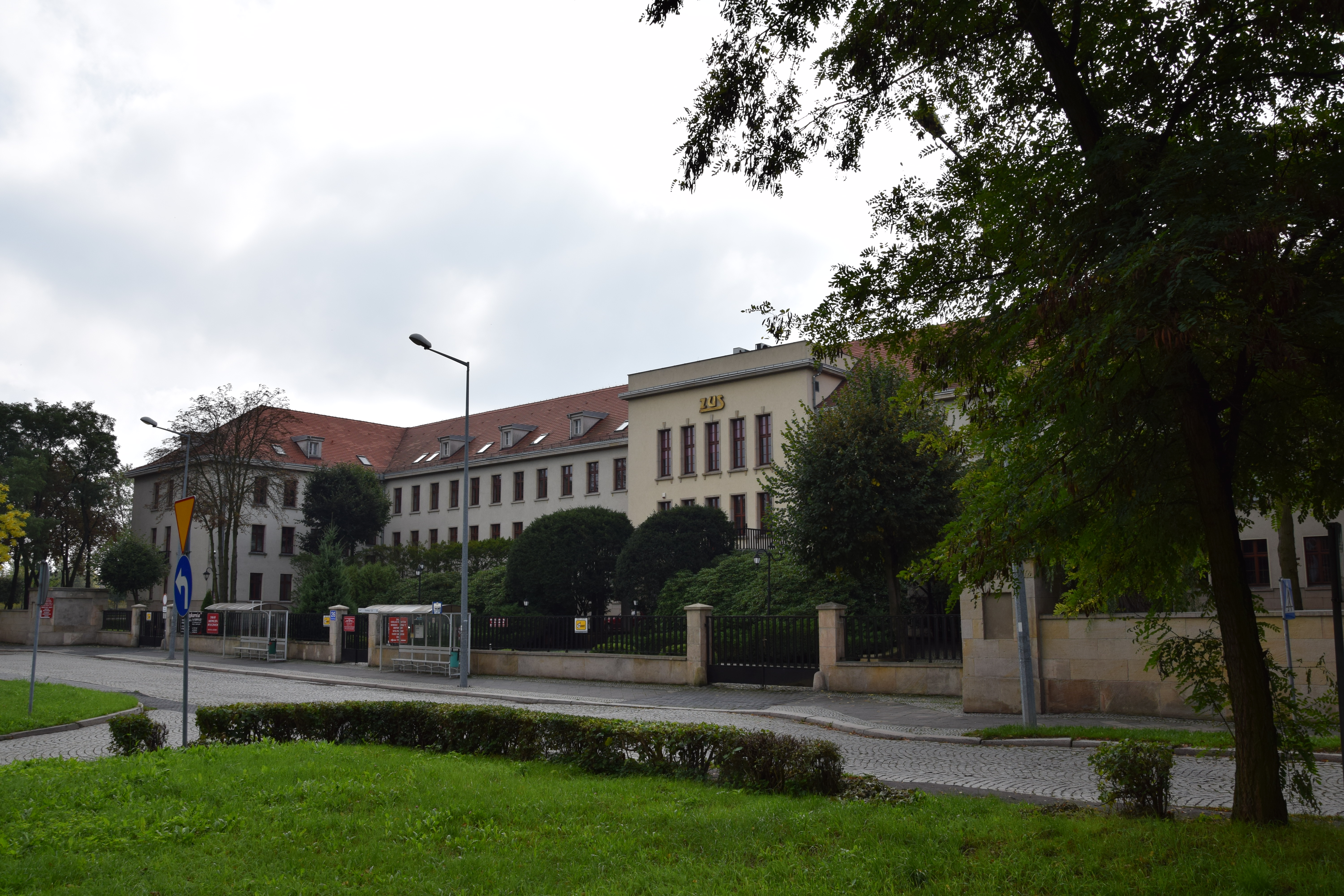
Była komendantura Wehrmachtu w Legnicy, siedziba sztabu Północnej Grupy Wojsk radzieckich stacjonujących w Polsce Ludowej i III Rzeczypospolitej

### Czasy najdawniejsze i dotyczące ich przypuszczenia
W czasach rzymskich na terenie obecnego miasta według wskazań starożytnych istniała miejscowość znana jako Lugidunum – analizy uznają ją za ważny ośrodek dla starożytnej konfederacji Lugiów – Związku Lugijskiego. Jej umiejscowienie zostało odwzorowane na antycznej mapie Klaudiusza Ptolemeusza z lat 142–147 naszej ery. O tym, że miejscowość ta jest dzisiejszą Legnicą, informuje skorowidz nazw historycznych Orbis Latinus oraz wynika to z położenia wśród innych zidentyfikowanych miejscowości Śląska. Inne źródła jednak są podstawą hipotez identyfikujących Lugidunum jako Głogów.

### Era wczesnosłowiańska
Pierwsze udokumentowane ślady osadnictwa Słowian na terenie Legnicy pochodzą z VIII w. Legnica była umocnieniem obronnym – grodem plemienia Trzebowian.
W połowie X wieku daleko na północ, nad Wartą, tam gdzie Giecz i Poznań i gród Grzybowo, pojawiła się ekspansywna siła militarna prowadzona ręką rodu Piastów, w II poł. X wieku na czele rodu i podporządkowanych mu zbrojnych (Drużyna książęca) stanął Mieszko I. Po włączeniu przez jego ojca lub przez samego Mieszka do tworzącego się wówczas państwa Piastów Civitas Schinesghe ziem wzdłuż górnej Warty, teraz zadecydował on powiększyć swoje władztwo na przeciwległym kierunku zachodnim. Udało się mu włączyć Ziemię lubuską, a także podbić uznawany za zamożny lud tzw. Obrzan znad rzeki Obry. Wybitnie wzmocnione wchłoniętym potencjałem Obrzan państwo Mieszka stanęło na granicy z sąsiadem tychże na południu i południowym wschodzie - tj. plemieniem Trzebowian.
Przeprowadzone w Legnicy fachowe badania dendrochronologiczne dowodzą, że około 985 roku zbudowano tutaj nowy gród w formie tzw. „grodu piastowskiego” (jednocześnie wraz z budową grodów we Wrocławiu i Opolu). Odkrycie to jest materialnym dowodem, że Mieszko I odniósł sukces w swoich wysiłkach podporządkowania sobie nadkaczawskich terenów i włączył je do Państwa Gnieźnieńskiego.

### Legnica w XII wieku: Od Grodu do Proto-Miasta pod Bolesławem Kędzierzawym
Początek XII wieku zastał Legnicę jako ważny strategicznie umiejscowiony gród kasztelański na Śląsku.. 
28 października 1138 zmarł Bolesław Krzywousty. Sporządzonym na jakiś czas przed śmiercią testamentem ustanowił podział kraju między synów. Własne działy otrzymali syn Bolesława z pierwszego małżeństwa Władysław II (senior dynastii, Małopolskę, Śląsk, wschodnią Wielkopolskę, Kujawy, Pomorze Gdańskie) oraz dwóch jego potomków z hrabianką Salomeą z Bergu tj. Bolesław IV (Mazowsze) i Mieszko III (zachodnią Wielkopolskę). Henryk i Kazimierz, jako małoletni, znaleźli się na dworze matki w Łęczycy (księstwo łęczyckie)
Po tak zapoczątkowanym rozbiciu dzielnicowym, Legnica, wraz z całym Śląskiem, znalazła się najpierw pod panowaniem Władysława, a następnie, po jego wygnaniu w 1146 roku, pod kontrolą Bolesława Kędzierzawego - już księcia seniora Polski.
W tym okresie Legnica stała się de facto główną rezydencją Bolesława Kędzierzawego. Jego stała obecność sprzyjała dynamicznemu rozwojowi osady u podnóża grodu. Zaczęła ona przyjmować charakter proto-miasta, rozwijając się jako naturalne zaplecze dla dworu książęcego. To tutaj kwitła aktywność handlarzy i rzemieślników, obsługujących potrzeby księcia, jego świty, a także okolicznej ludności. Ciągłe zapotrzebowanie ze strony dworu na towary i usługi stymulowało wzrost osady, która, choć formalnie nie była jeszcze miastem na lokacyjnym prawie miejskim, coraz bardziej przypominała miasto posiadając jego funkcje.
Potwierdzeniem wczesnego rozwoju miejskiego jest również powstanie w II poł. XII stulecia kościoła Najświętszej Marii Panny – jego wczesne fazy budowy i szybka przebudowa w piaskowcu, świadczą o szybko rosnącej randze osady i potrzebach duchowych jej mieszkańców. Odkrycia archeologiczne, takie jak XIII-wieczna mozaika odnaleziona w pobliżu tego kościoła na legnickim Starym Mieście, dodatkowo ilustrują rosnące znaczenie kulturalne i urbanistyczne tego miejsca, będące kontynuacją trendów zapoczątkowanych w XII wieku. w dokumencie wydanym przez Bolesława Kędzierzawego pod datą 1149 r. pojawia się nazwa Legnicz w kontekście nadania legnickiej kaplicy Św. Benedykta klasztorowi Św. Wincentego i NMP we Wrocławiu.
Bolesław IV, dążąc do umocnienia swojej władzy w dzielnicy senioralnej, a także na Śląsku, utrzymywał kluczowe sojusze dynastyczne. Istotnym partnerem był Konrad Wielki z Wettinów - margrabia Miśni i Łużyc, z którym Kędzierzawy związał się poprzez małżeństwo swojej siostry, Dobroniegi Ludgardy, z synem Konrada, Dytrykiem. Konrad z Miśni, mimo że Władysław Wygnaniec przebywał na zachód od jego terytoriów, aktywnie sprzeciwiał się jego powrotowi na tron. Motywacją Konrada nie były jedynie koligacje rodzinne z matką Bolesława pochodzącą z zamku Berg nad Dunajem - Salomeą i jej synami (w tym z Kazimierzem Sprawiedliwym, którego matka intensywnie wspierała po śmierci Krzywoustego), lecz także strategiczna dla niego korzyść w postaci utrzymania podzielonej Polski, co sprzyjało sytuacji Wettinów na pograniczu - popieranie juniorów, z którymi łatwiej było budować sojusze i wpływać na politykę, było zbieżne z interesami marchii.
Niebagatelnym też czynnikiem nakazującym Bolesławowi wybór Legnicy na rezydencję nie tylko było sąsiedztwo z Konradem ale i ze swoimi kuzynami u władzy w Czechach, z Dypoldem i Władysławem Przemyślidą - dziećmi siostry matki Bolesława, Rychezy.
Taka to "układanka" polityczna wokół styku granic Polski i Czech i Niemiec, przynosiła korzyść Bolesławowi a w konsekwencji rozwijała i wzmacniała rozbudowującą się Legnicę.
Okres bolesławowski Legnicy - jako rezydencji władcy - seniora trwał do około połowy lat 60-tych XIIw., kiedy to na Śląsk wrócił Bolesław Wysoki, syn Władysława Wygnańca. w roku 1163 cesarz Fryderyk, drogą dyplomatyczną, (do podpisania układu doszło w Norymberdze) wymusił na Bolesławie Kędzierzawym powrót Władysławowiczów do dzielnicy ich ojca. Powodem, dla którego tym razem Bolesław Kędzierzawy zgodził się przyjąć wygnańców był fakt, że po śmierci Władysława, jego synowie, jako młodsi od niego i niemający w Polsce poparcia bezpośrednio nie zagrażali jego władzy, a powrót Bolesława na Śląsk neutralizował ostatecznie niebezpieczeństwo niemieckiej interwencji.
Bolesław Kędzierzawy odpowiednio zabezpieczył swoją pozycję zatrzymując załogi wojskowe w głównych grodach śląskiej prowincji (chodziło zapewne o Legnicę jak i o Głogów, Wrocław, Opole, Racibórz).

### Epoka Henrykow slaskich
Od przybycia na Slask ksiecia Bolesława Wysokiego i w czasach syna Henryka Brodatego osada a szczególnie strategicznie umiejscowiony gród jedynie zyskiwały na znaczeniu, do tego stopnia, że podjęto decyzję o zastąpieniu starych ziemno-drewnianych umocnień rozwiązaniem nowocześniejszym.
Na miejscu drewnianego grodu - rezydencji Bolesława Kędzierzawego, w końcu XII wieku wzniesiono zamek, który był pierwszą murowaną warownią na ziemiach polskich. W tym czasie zamek był otoczony fosą, a okazały pałac (palatium) nowymi wałami drewniano-ziemnymi. Wzgórze zamkowe podzielone było na dwie części: główną, w której znajdowała się rezydencja książęca wraz z kaplicą i wieżą św. Piotra, oraz drugą o charakterze gospodarczo-administracyjnym, w którym zapewne umiejscowiono dom kasztelana, budynki gospodarcze oraz strzegącą bramy wjazdowej wieżę, nazwaną potem wieżą św. Jadwigi.
Dla Bolesława I Wysokiego i jego syna Henryka pałac na zamku w Legnicy był główną rezydencją, obaj książęta spędzali w zamku dużo czasu, rozporządzając stąd całością swego władztwa. Po sukcesach na Rusi Mongołowie na następny cel swego najazdu wybrali Polskę. Po przejściu prawie całej Polski stanęli oni pod Legnicą w kwietniu 1241 r. Nieopodal, obok obecnej miejscowości Legnickie Pole rozegrała się słynna bitwa z Mongołami (bitwa pod Legnicą). Dobrze zabezpieczony i ufortyfikowany Zamek Piastowski w Legnicy, skutecznie wytrzymał oblęzenie. Podczas tych wydarzeń funkcję lokalnego dowódcy i naczelnika, czyli inaczej kasztelana pełnił, według spisanego po łacinie w 1242 roku średniowiecznego dokumentu, Lassota – castellano in Legnic.

### Stolica Księstwa legnickiego
W roku 1248 książę Bolesław II Rogatka ustanowił Legnicę stolicą księstwa legnickiego, które istniało także w formie legnicko-brzeskiej do roku 1675.
Nawet przed 1248 rokiem Legnica nierzadko pełniła funkcje rezydencjalne dla Książąt Śląskich. Wtedy też rozpoczęto konstruowanie ceglanego -nowoczesnego jak na tamtą epokę zamku legnickiego
Około 1250 osada uzyskała tzw. średzkie prawa miejskie, wzmianki historyczne podają, że wójtem, czyli główną osobą w ówczesnym mieście był Radwan. W 1264 miejskie prawa zostały przeniesione na rozwiązania zaczerpnięte z Magdeburga nad Łabą
Za sprawą nieudanej ekspansjonistycznej polityki Bolesława III Rozrzutnego, w 1329 r. miasto stało się stolicą luksemburskiego lenna (oznaczało to stanie się częścią Rzeszy Niemieckiej).
Na początku wieku XV trwała przebudowa zamku legnickiego.
Dzięki usytuowaniu na skrzyżowaniu szlaków handlowych z Niemiec, poprzez Wrocław i Kraków do Kijowa oraz z Wielkopolski na południe nastąpił rozwój handlu i rzemiosła. W okresie średniowiecza miasto czerpało też zyski z wydobycia złota w kopalni w Mikołajowicach. W lipcu 1454 r. miał miejsce bunt pospólstwa, który zapobiegł oddaniu Legnicy pod bezpośrednie władanie królów czeskich. W 1675 r. zmarł ostatni książę piastowski Jerzy Wilhelm, co sprawiło, że miasto dostało się pod bezpośrednie panowanie Habsburgów.

### Po podboju przezKrólestwo Prus
Po zdobyciu Śląska przez Królestwo Prus miasto, wraz z całym regionem stało się od 1740 r. częścią państwa pruskiego, a odrębność administracyjna księstwa uległa ostatecznej likwidacji. W okresie tym miasto stało się garnizonem, m.in. 7 Pułku Grenadierów im. Króla Wilhelma I.

### Okres po II wojnie światowej
Po 1945 r. - na mocy postanowień konferencji poczdamskiej - Legnica znalazła się w granicach Polski. Dotychczasową ludność wysiedlono do Niemiec. Dzięki dobrze zachowanym poniemieckim obiektom wojskowym w mieście ulokowano garnizony: Wojska Polskiego (istniejący w latach 1945–2007) oraz zajmujące znaczny obszar miasta dowództwo i koszary Północnej Grupy Wojsk Armii Radzieckiej (stacjonującej w mieście w latach 1945–1993).
W latach 60. i 70. XX wieku - zgodnie z decyzja rady miejskiej - wyburzono pozostałości poniemieckich kamienic w rynku oraz w pobliżu zamku i wybudowano tam bloki mieszkalne, niszcząc zabytkowy układ urbanistyczny. Przy budowie hotelu Cuprum zburzono fragmenty średniowiecznych murów obronnych.
Funkcję przemysłową ożywiło powstanie w latach 50. XX wieku pierwszej w Polsce Huty Miedzi oraz odkrycie pod Lubinem nowych rud i utworzenie Legnicko-Głogowskiego Okręgu Miedziowego.
Dziś w miejscu średniowiecznego miasta rozbudowywanego od początków istnienia Księstwa Legnickiego stoi zabudowa śródmieścia o estetyce charakterystycznej dla urbanistyki krajów bloku wschodniego.
Dalszy rozwój przyniosła miastu decyzja o zlokalizowaniu w nim od 1975 roku stolicy województwa.
W latach 1945–1984 i od 1990 do czasu wycofania wojsk, tj. do 17 września 1993 roku, w Legnicy ulokowany był Sztab Główny Grupy Północ Armii Radzieckiej, zajmujący około jednej trzeciej przedwojennej zabudowy miasta. W okresie 1984–1991 w Legnicy znajdowało się Główne Dowództwo Wojsk Kierunku Zachodniego.
Od początku lat 90. nastąpił rozwój szkolnictwa wyższego – do istniejącej od lat 60. filii Politechniki Wrocławskiej dołączyły Nauczycielskie Kolegium Języków Obcych, Państwowa Wyższa Szkoła Zawodowa oraz uczelnie prywatne. Lata 90. XX w. przyniosły dwa ważne wydarzenia dla Kościoła rzymskokatolickiego – utworzenie diecezji legnickiej w 1992 roku oraz wizytę Jana Pawła II w 1997 roku.
Dalszy rozwój to m.in. powstanie w 1997 roku Legnickiej Specjalnej Strefy Ekonomicznej.

## Architektura miasta
Teren ścisłego centrum miasta, trawiony w ciągu wieków przez pożary, w latach 60. 70. XX w. został poddany częściowej zabudowie wielkopłytowej i obecnie nie jest architektonicznie jednolity.
- Na jego obszarze znajdują się zarówno obiekty pochodzące ze średniowiecza (Zamek Piastowski), katedra, kościół mariacki, zabytkowe baszty pochodzące z części murów obronnych,
- renesansu (fragmenty Zamku, Kamienice Śledziowe tzw. „Śledziówki”, Dom Pod Przepiórczym Koszem, Kamienica Scultetusa),
- baroku (Akademia Rycerska, Kościół św. Jana, dawny Kościół Maurycego, Kuria Opatów Lubiąskich, Stary Ratusz),
- jak i przykłady architektury neoklasycystycznej (budynek dawnego „Empiku” w Rynku),
- neobarokowej (zabudowania I LO, budynek banku na placu Klasztornym),
- czy wreszcie obiekty współczesne oraz starsza zabudowa – kamieniczna budowana do początku XX w.[40]

Bardziej jednolite są dzielnice przylegające do średniowiecznego centrum – w południowej, Tarninowie dominuje zabudowa eklektyczna z elementami modernizmu i secesji. W południowej części dzielnicy dominuje zabudowa kamieniczna.
Zachodnia dzielnica Fabryczna składa się z XIX-wiecznych fabryk i kamienic robotniczych, podobnie jak położona po wschodniej części dzielnica Kartuzy, oraz częściowo na północy i południowym wschodzie występuje zabudowa kamieniczna. Również dzielnica Ochota (na południowy wschód; od Parku Miejskiego do dzielnicy Tarninów) zabudowana jest kamienicami z początku XX w.
Osiedla domów jednorodzinnych – dzielnica Piekary Wielkie z elementami zabudowy szeregowej: Stare Piekary (północny wschód) oraz w rejonie dzielnicy Przedmieście Głogowskie (północ) oraz część Osiedle Sienkiewicza (południe), Przybków (południe), Osiedle Nowe (południe), i część osiedla Osiedle Białe Sady (południowy wschód) z lat 20. XX w. stanowią typową realizację zabudowy koncepcji miasta-ogrodu. Domy jednorodzinne budowane w czasach teraźniejszych (w XIX w.) reprezentują: Osiedle Amerykańskie (zachód), osiedle Sienkiewicza (południe), osiedle w Alejach (południowy wschód) oraz domy budowane (w drugiej połowie XIX w.) reprezentują: Osiedle Białe Sady (południowy zachód) i północna część dzielnicy Bielany oraz północna część Osiedla Sienkiewicza – stanowią pozostałość idei budowy osiedli tanich – domków jednorodzinnych.
Bloki wielorodzinne w rejonie ul. Działkowej, Chojnowskiej i Marynarskiej, Asnyka i Złotoryjskiej (Osiedle Asnyka), ul.Gliwickiej (Czarny Dwór) i al. Rzeczypospolitej (Bielany) stanowią przykład zabudowy modernistycznej.
Budownictwo wielkopłytowe w technologii Fadom reprezentują osiedla wschodnie z przełomu lat 70. i 80. XX w. – usiedle Kopernika z przełomu lat 80. i 90. XX w. – osiedle Piekary oraz zachodnie – część osiedla Asnyka, Zosinek oraz Piątnica czy okolice ulicy Drzymały.
Zabudowa w okolicach ulicy Myrka, Myśliwca, Słubickiej, Poznańskiej, Chocianowskiej czy w Lasku Złotoryjskim, to dawne kompleksy koszarowe wojsk Wehrmachtu, a następnie Północnej Grupy Wojsk Armii Radzieckiej adaptowane na współczesne mieszkania. Są wśród nich również pojedyncze budynki z wielkiej płyty, budowane przez polskie firmy w zamian za wymianę na dotychczas zajęte obiekty w centrum (zachodnia część os. Zosinek wzniesiona w technologii „Wrocławskiej Wielkiej Płyty”, budynki przy ul. Bydgoskiej, Chojnowskiej oraz ul. Marcinkowskiego czy Wybickiego i Kościuszki na Tarninowie), jak i montowane z elementów przywiezionych z ZSRR (budynki typu „Leningrad”).

## Ludność Legnicy

### Demografia
Na 105 750 mieszkańców w 2005, większość – 55 613 osób – stanowiły kobiety (111 kobiet na 100 mężczyzn). Liczba ludności w wieku przedprodukcyjnym wyniosła 19 751 osób, w wieku produkcyjnym – 70 474 osoby, w wieku poprodukcyjnym – 15 125 osób.
Najwyższą populację Legnicy odnotowano w 1998 – 109 335 osób. Obecnie odnotowuje się spadek liczby ludności miasta, który jest charakterystyczny dla większości polskich miast, głównym powodem spadku ludności w mieście jest osiedlanie się na podmiejskich miejscowościach osób zamieszkujących poprzednio w Legnicy. W podlegnickich Kunicach i Ziemnicach, które bezpośrednio graniczą z miastem, od lat 90. rozbudowują się osiedla domków jednorodzinnych, m.in. ze względu na atrakcyjne położenie, nad jeziorami rekreacyjnymi.
Poniższy wykres obrazuje zmianę liczbę ludności miasta w latach 1939–2023:
Piramida wieku mieszkańców Legnicy w 2014 roku.

### Aktywność mieszkańców
W 2007 r. w mieście działało 31 fundacji i 168 stowarzyszeń.

### Pochodzenie
Powojenna ludność Legnicy w przeważającej mierze była ludnością napływową z różnych stron Polski. Przedwojenni niemieccy mieszkańcy miasta zostali po 1945 roku wysiedleni, a na ich miejsce napłynęli w zdecydowanej większości Polacy. Według profesora Leszka Kosińskiego, struktura ludnościowa Legnicy w 1950 roku pod względem pochodzenia terytorialnego przedstawiała się następująco:
| Pochodzenie              | Liczba mieszkańców | Procentowo |
| ------------------------ | ------------------ | ---------- |
| Obszary w granicach ZSRR | 14 505             | 37,18%     |
| Woj. poznańskie          | 3 398              | 8,71%      |
| Woj. kieleckie           | 2 539              | 6,51%      |
| Miasto Warszawa          | 2 387              | 6,12%      |
| Woj. lubelskie           | 2 376              | 6,09%      |
| Woj. warszawskie         | 2 247              | 5,76%      |
| Woj. rzeszowskie         | 2 121              | 5,44%      |
| Woj. łódzkie z Łodzią    | 2 089              | 5,36%      |
| Woj. krakowskie          | 1 931              | 4,95%      |
| Woj. bydgoskie           | 1 173              | 3,01%      |
| Woj. katowickie          | 1 077              | 2,76%      |
| Zagranica oprócz ZSRR    | 969                | 2,48%      |
| Woj. białostockie        | 913                | 2,34%      |
| Woj. gdańskie            | 165                | 0,42%      |
| Pozostali                | 574                | 1,47%      |
| Ludność napływowa ogółem | 11 111             | 98,60%     |
| Autochtoni               | 546                | 1,40%      |
| Ogółem                   | 39 010             | 100%       |

## Gospodarka

### Bezrobocie i rynek pracy
Na koniec czerwca 2022 wskaźnik bezrobocia w Legnicy wynosił 5,2%.

### Przemysł

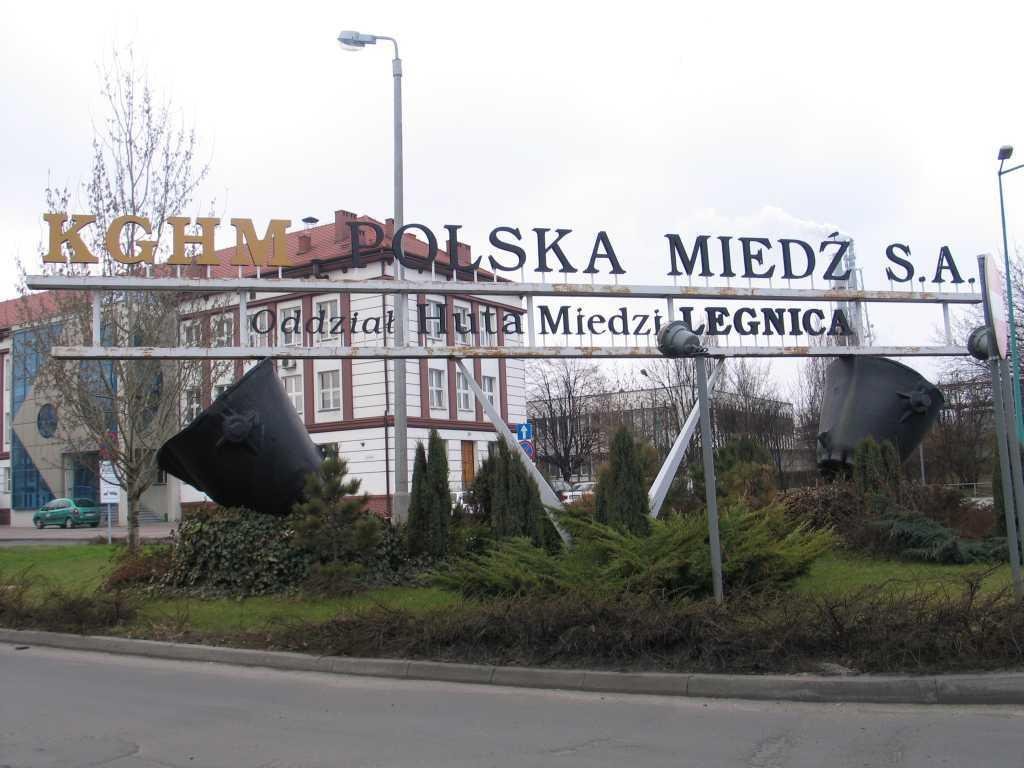
Wjazd do Huty Miedzi

Pomimo że w samym mieście nie działa żadna kopalnia, z uwagi na położenie w LGOM i lokalizację w Zagłębiu Miedziowym, jednym z największych pracodawców w mieście są zakłady przemysłu miedziowego. Są to m.in. Huta Miedzi Legnica, Fabryka Przewodów Nawojowych „Patelec Elpena”, Pol-Miedź Trans oraz połączone z polkowickim „Zanamem” zakłady „Zanam-Legmet”.
W mieście działa Instytut Metali Nieżelaznych, składający się z 3 zakładów przy hucie miedzi: Doświadczalnych Hutnictwa Miedzi, Doświadczalny Chemii i Zakład Materiałów Ściernych.
Duże znaczenie w strukturze zatrudnienia w mieście i regionie ma Legnicka Specjalna Strefa Ekonomiczna, najwięcej pracowników (1300) zatrudnia w niej firma Winkelmann – producent podgrzewaczy wody oraz elementów dla branży sanitarnej i motoryzacyjnej.
W strefie występuje przemysł motoryzacyjny, meblowy, spożywczy, maszynowy, chemiczny i metalowy.
Zakłady w legnickiej podstrefie:
- Gates (przemysł chemiczny i motoryzacyjny)
- Uzin (przemysł chemiczny)
- Viessmann (przemysł metalowy)
- Brugman (przemysł metalowy) – fabryka grzejników
- Faurecia (przemysł motoryzacyjny)
- C + P (przemysł meblowy) – fabryka mebli
- TBMeca (przemysł motoryzacyjny)
- Winkelmann (przemysł metalowy)
- Wezi-Tec (przemysł motoryzacyjny)
- Härter (tworzywa sztuczne)
- Budobratex (budownictwo)
- Animak-Kopcza (przemysł spożywczy)
- Voss (przemysł motoryzacyjny)
- Apinex (tworzywa sztuczne)
- Sor Iberica (przemysł motoryzacyjny)
- Huras (przemysł maszynowy) – fabryka maszyn
- Lidl (przemysł spożywczy)
- CaseTech Polska (przemysł spożywczy)

Znaczenie dla Legnicy i makroregionu legnickiego ma miejska ciepłownia; Wojewódzkie Przedsiębiorstwo Energetyki Cieplnej w Legnicy S.A. – powstałe w 1976 roku, dostarcza ciepło i energię do Legnicy i Lubina oraz okolicznych miast.
Inne zakłady:
- zakład produkcji sztućców „Hefra”, ul. Żeglarska
- zakłady zielarskie „Herbapol”, ul. Hetmańska
- zakłady ceramiczne „Wienerberger” (producent dachówek), Kunice, ul. Ceramiczna
- zakłady przemysłu chłodniczego „Algor”, ul. Poznańska
- zakłady metalurgiczne „Sanha”, ul. Poznańska
- zakłady włókiennicze „Ado”, ul. Jaworzyńska
- zakłady wyrobów budowlanych „LPP”, ul. Pątnowska
- zakłady produkcji hamulców i części do maszyn górniczych „Unimex”, ul. Złotoryjska
- zakłady automatyki spawalniczej „Eckert”, ul. Pawicka
- zakłady produkcji kompresorów i sprężarek „Gudepol”, ul. Kunicka

### Rolnictwo
W 2006 roku grunty rolne położone w granicach miasta zajmowały 2244 ha, co stanowiło ok. 40% ogólnej powierzchni Legnicy. Wszystkie wchodziły w skład gospodarstw indywidualnych, a z ich prowadzenia utrzymywało się 107 osób.

### Handel

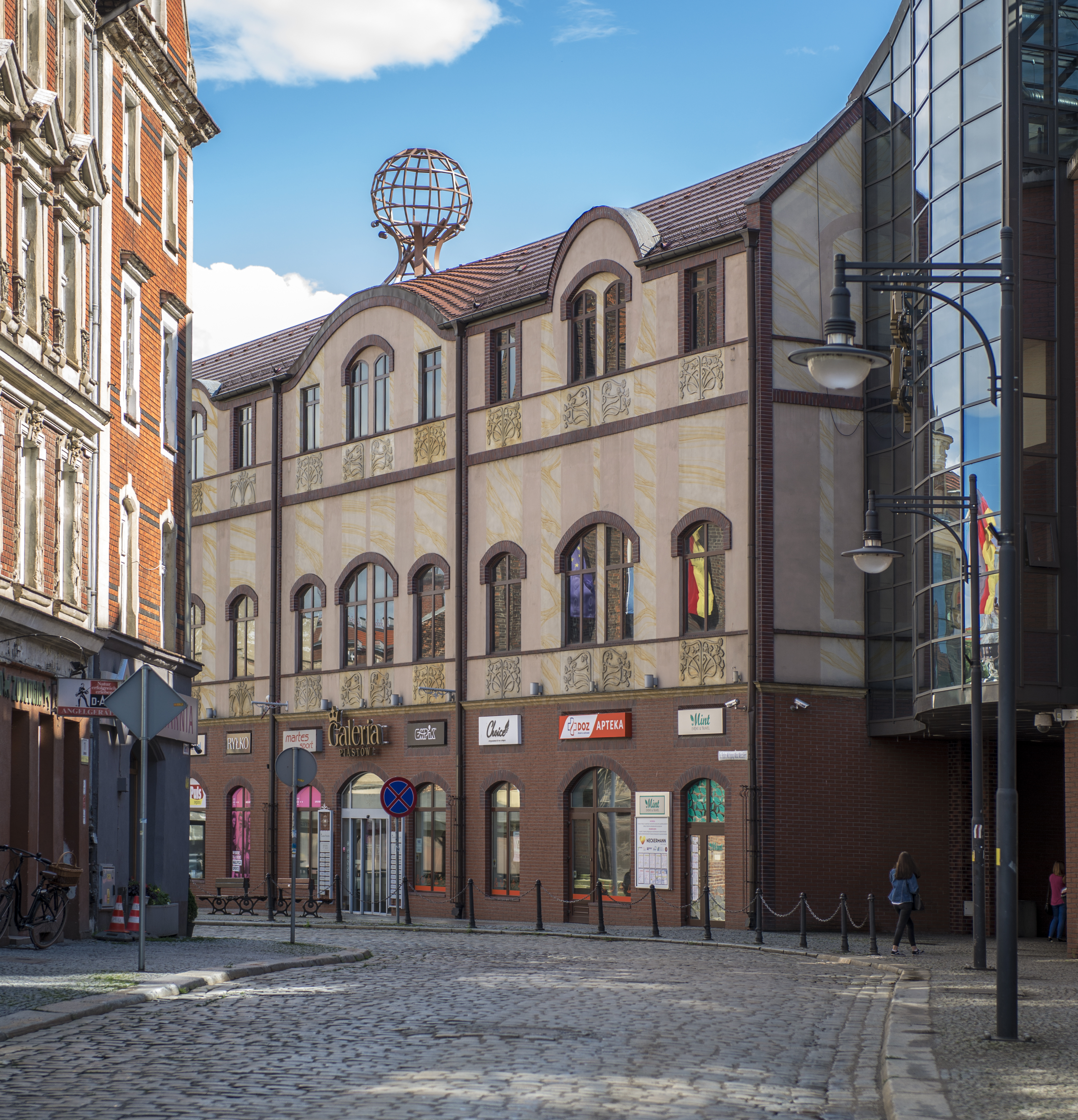
Galeria Piastów

#### Handel targowiskowy i giełdy
Targowiska miejskie działają w Legnicy w trzech miejscach:
- przy ul. Górniczej na os. Kopernika
- przy ul. Partyzantów, nieopodal Zamku Piastowskiego
- przy ul. Jaworzyńskiej, tzw. giełda.

#### Handel detaliczny w sklepach
Po przekształceniach struktury legnickiego handlu detalicznego, do jakich doszło w 1. połowie lat 90. (wiązały się głównie z wysprzedażą całego majątku Legnickiej Spółdzielni Spożywców „Społem” i punktów sprzedaży upadłych Zakładów Mięsnych) większość mniejszych sklepów weszła w skład ogólnopolskich (takich jak np. ABC, Lewiatan, Żabka bądź lokalnych sieci handlowych). Podobnie stało się ze wszystkimi dawnymi supersamami, w których ulokowały się sieci Biedronka, Intermarché, Mercus (sieć handlowa KGHM) i Tesco (pod marką Savia). Nowe obiekty średniopowierzchniowe postawiły Biedronka (12), Lidl (4), Netto (2), Delikatesy Centrum (2), Aldi (1), Polomarket (1).

#### Handel wielkopowierzchniowy
Pierwszy hipermarket powstał w mieście w 1997 roku. Obecnie działają Auchan, Carrefour, Kaufland, bi1. Do marketów specjalistycznych należy zaliczyć Castoramę, Media Markt, Leroy Merlin, Media Expert, Neonet, Jysk, Empik, Komfort, RTV Euro AGD, Decathlon oraz Mercus (sieć handlowa KGHM). W mieście istnieją również trzy galerie handlowe – Galeria Piastów (centrum handlowo-rozrywkowe), Galeria Gwarna, Galeria Gwiezdna (Mercus) oraz posiadające charakter galerii Centrum Handlowe Ferio i Centrum Handlowe Stop Shop.

## Inwestycje
Obwodnica zachodnia – długość trasy wyniosła 15 km. Obwodnica budowana była etapami od początku lat 90., ukończona została w 2005 roku. Jej celem było wyprowadzenie ruchu tranzytowego poza miasto z drogi krajowej nr 3.
Obwodnica południowo-wschodnia – budowa trasy rozpoczęła się w 2009 roku. Środki miasto pozyskało z funduszy Unii Europejskiej – długość obwodnicy wyniesie 7 km. Celem trasy jest odciążenie miasta od ruchu tranzytowego z drogi nr 94.
Zbiorcza Droga Południowa – długość trasy wyniesie 5 km, będzie stanowić tzw. trasę śródmiejską. Część kosztów inwestycji zostanie pokrytych ze środków pozyskanych. Inwestycja rozpoczęła się w 2011 roku.
Rewitalizacja Starego Miasta w Legnicy – to m.in. przebudowa nawierzchni rynku, przyległych placów, renowacja zabudowy.
Rewitalizacja dzielnicy Kartuzy – inwestycja obejmuje m.in. przebudowę ulic i remonty kamienic.
Inwestycje KGHM Polska Miedź w mieście, to m.in. utworzenie w 2007 roku Legnickiego Parku Technologicznego.
Głównymi zadaniami parku będą inwestycje dla firm związanych z ochroną środowiska, górnictwem, metalurgią i energią odnawialną.

## Infrastruktura

### Infrastruktura sieciowa

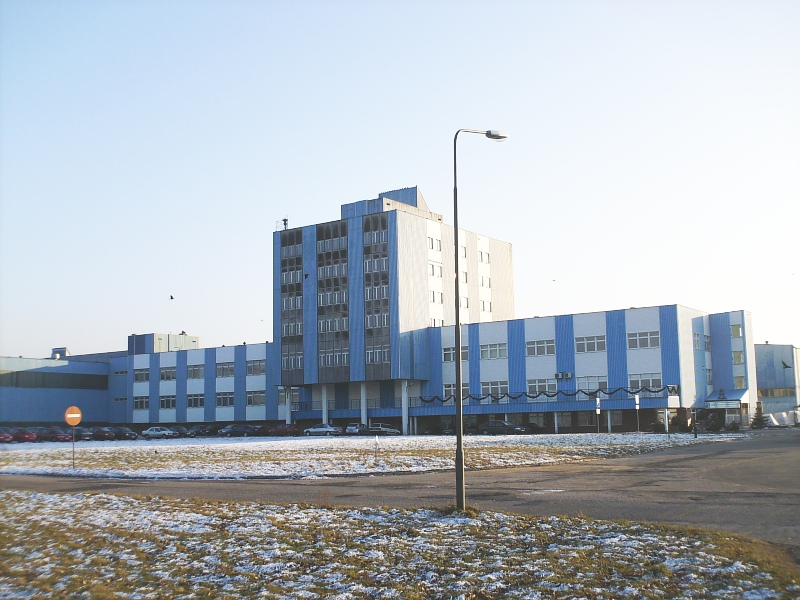
Siedziba LPWiK SA

Operatorem systemu dystrybucyjnego energii elektrycznej dla Legnicy jest Tauron Polska Energia. Gaz rozprowadza w mieście Polskie Górnictwo Naftowe i Gazownictwo poprzez 181 km sieci. Obsługą sieci wodociągowej (177 km) i kanalizacyjnej (184 km) zajmuje się należące do gminy Legnickie Przedsiębiorstwo Wodociągów i Kanalizacji. Zaopatrzenie w ciepło realizuje Wojewódzkie Przedsiębiorstwo Energetyki Cieplnej (WPEC) poprzez liczącą 122 km sieć rozdzielczą oraz włączone w system dwie ciepłownie (centralną i awaryjną).
Sieci telekomunikacyjne na terenie miasta posiada dwóch operatorów telefonii stacjonarnej: Orange Polska oraz Netia, którzy są zobowiązani do udostępniania infrastruktury również innym podmiotom. Operatorzy telefonii komórkowej pokrywają zasięgiem całe miasto. W mieście działa kilku dostawców bezprzewodowego Internetu, obejmujących zasięgiem praktycznie cały obszar miasta.

### Infrastruktura socjalna

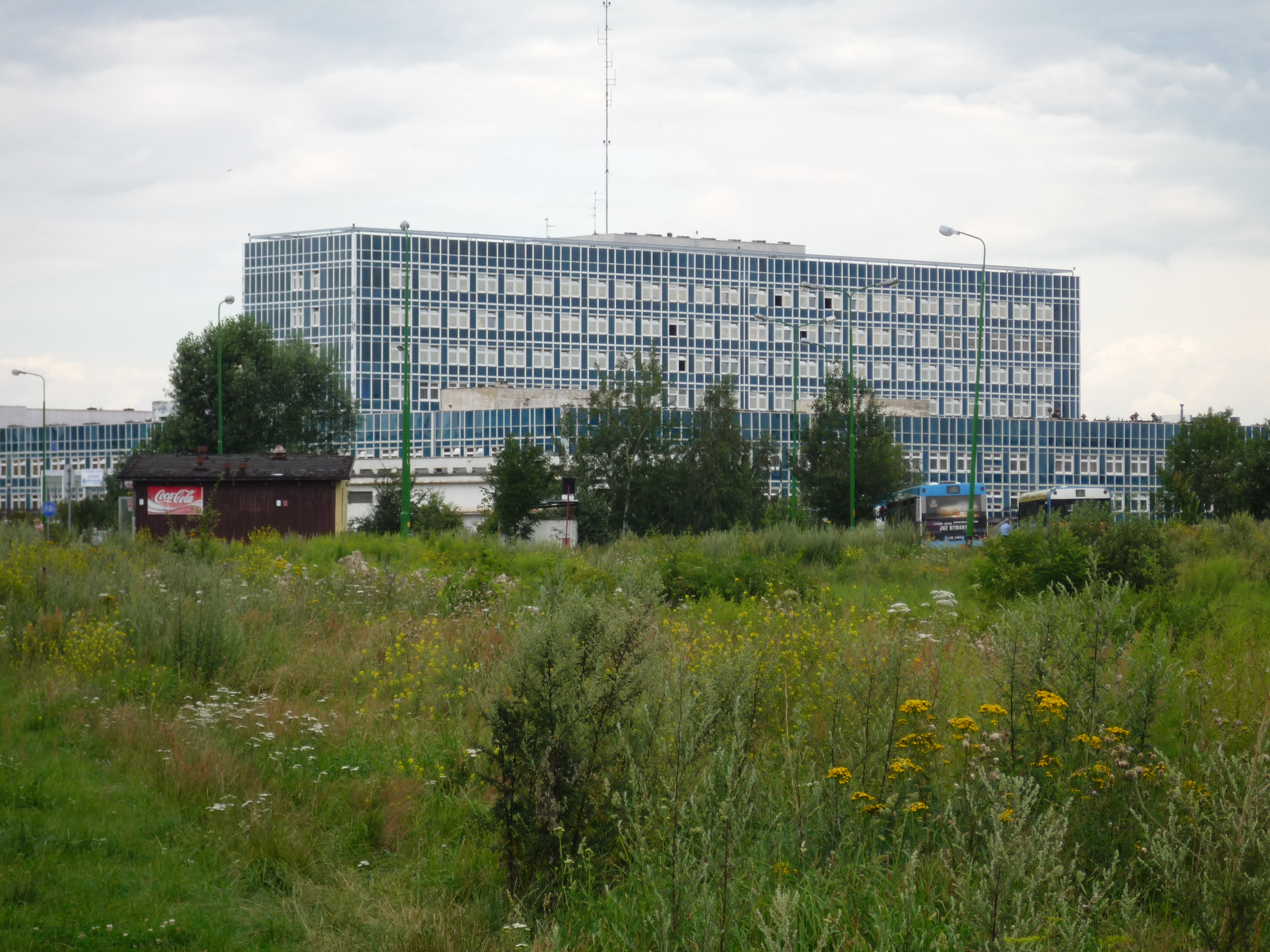
Wojewódzki Szpital Specjalistyczny im. A. Falkiewicza

Największym obiektem służby zdrowia w mieście jest Wojewódzki Szpital Specjalistyczny im. A. Falkiewicza, dysponujący 25 oddziałami, przychodniami specjalistycznymi, zakładami i ambulatorium.
Legnickie pogotowie ratunkowe obejmuje zasięgiem miasto i powiaty: ziemski legnicki, złotoryjski, jaworski, lubiński, polkowicki i głogowski. Dodatkowo ratownicy medyczni legnickiego pogotowia odnoszą liczne sukcesy na arenie ogólnopolskiej. W 2022 roku zdobyli tytuł Mistrza Polski w ratownictwie medycznym, podczas XIX Mistrzostw Polski w tej dziedzinie medycyny.
Sieć podstawowej opieki zdrowotnej tworzą głównie cztery niepubliczne przychodnie powstałe na bazie dawnych Zakładów Opieki Zdrowotnej wraz z przychodniami specjalistycznymi przy szpitalu i przychodniami zakładowymi: Obwodem Lecznictwa Kolejowego i Miedziowym Centrum Zdrowia. Uzupełniają je prywatne gabinety lekarskie.
Opieką socjalną zajmuje się Miejski Ośrodek Pomocy Społecznej, prowadzący m.in. Dom Spokojnej Starości przy ul. Grabskiego, Dom Dziennej Opieki przy ul. Korfantego, Dom Małego Dziecka przy ul. Kubusia Puchatka, Klub Seniora przy ul. Moniuszki, czy Noclegownię wraz z Punktem matki z dzieckiem przy ul. Przemysłowej 5.
Nad bezpieczeństwem mieszkańców czuwają: Państwowa Straż Pożarna z dwiema jednostkami ratowniczo-gaśniczymi (na Starym Mieście i os. Piekary) i Policja z Komendą Miejską przy ul. Asnyka i Sekcją Prewencji przy al. Rzeczypospolitej oraz Samodzielnym Pododdziałem Prewencji KWP na ul. Jaworzyńskiej. Porządku strzeże straż miejska (z siedzibą przy al. Rzeczypospolitej), która ponadto jest operatorem miejskiego monitoringu.

## Transport

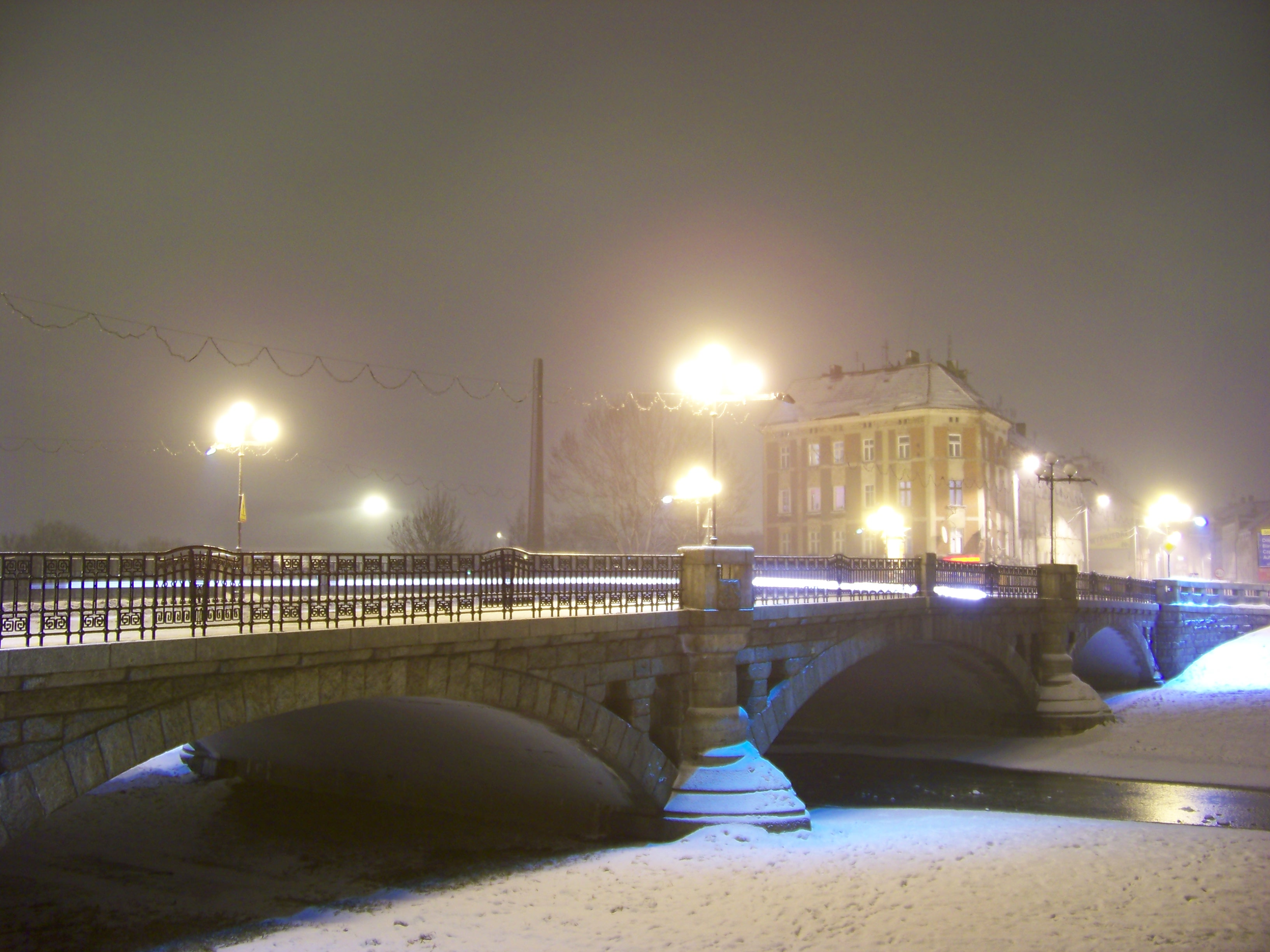
Zabytkowy, neobarokowy most na Kaczawie

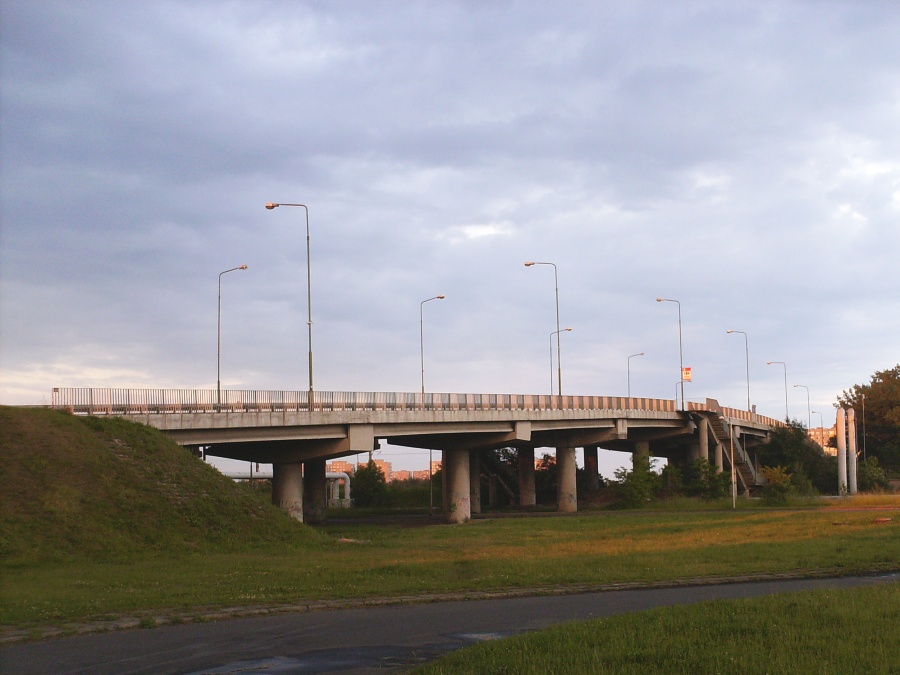
Wiadukt łączący os. Kopernik i os. Piekary

Transport w Legnicy odbywa się po sieci dróg kołowych oraz państwowych linii kolejowych. Przy szpitalu funkcjonuje heliport.

### Sieć drogowa
Przy granicy administracyjnej Legnicy, w pobliżu wsi Szymanowice znajduje się skrzyżowanie dróg szybkiego ruchu: autostrady A4 (dostęp do miasta z węzła: Legnica Wschód) oraz drogi ekspresowej S3 (dostęp do miasta z węzłów: Legnica Północ i Legnica Zachód). W granicach Legnicy zbiegają się drogi krajowe nr 94 i wojewódzkie: nr 323 (dawna DK3) i nr 364.
Legnica posiada wybudowaną w latach 1974–1978 „obwodnicę śródmiejską” – ring ulic zbiorczych o dwóch pasach ruchu w każdą stronę wokół Starego Miasta. Wybudowana została obwodnica zachodnia Legnicy (DW 323), zapowiadana jest budowa obwodnicy południowo-wschodniej (DK 94), procedowana jest budowa tzw. zbiorczej drogi południowej.
Na wielu skrzyżowaniach w mieście (ponad 40) działa sygnalizacja świetlna. Pracą sygnalizacji, tablic zmiennych treści, systemów parkingowych steruje system zarządzania ruchem. Na sieci drogowej Legnicy miejscami jest stosowane uspokojenie ruchu m.in. poprzez strefy „tempo 30”, skrzyżowania równorzędne, zwężanie ulic przelotowych i budowę rond.
Łącznie długość sieci drogowej Legnicy wynosi 281,3 kilometra.

### Transport indywidualny

#### Samochody osobowe
Według Głównego Urzędu Statystycznego 2016 roku w Legnicy na 1000 mieszkańców przypadało 495 samochodów osobowych. Jednocześnie, w 2017 roku według informacji uzyskanych przez Polskie Radio Wrocław, w mieście było zarejestrowanych 120 000 pojazdów. Liczba pojazdów przypadających na jednego mieszkańca należy w Legnicy do najwyższych w Polsce.
Według informacji z 2016 roku, w mieście znajdowało się około 7000 publicznych miejsc parkingowych. 5250 miejsc było bezpłatnych, ok. 1000 znajdowało się na płatnych parkingach strzeżonych. W centrum, na Tarninowie i os.Kopernika funkcjonuje strefa płatnego parkowania, którą objęto ok. 1000 miejsc.

#### Taksówki
W Legnicy świadczą usługi taksówki osobowe zrzeszone w korporacjach bądź należące do osób prywatnych oraz Bolt i Uber. W 2017 roku w Legnicy było wydanych 201 licencji taksówkarskich.

#### Rowery
W 2018 roku w Legnicy istniały 33 km oznakowanych dróg rowerowych. Od 2018 roku Legnica posiada koncepcję rozwoju dróg rowerowych.
Od 2016 roku w Legnicy funkcjonuje sezonowo (poza okresem „zimowym”) publiczny system wypożyczania rowerów. Operatorem systemu w latach 2016–2019 była spółka Nextbike Polska. W 2019 roku system składał się z 15 wypożyczalni i 134 rowerów, w tym kilkunastu rowerów dziecięcych, tandemów i rowerów cargo.

### Transport zbiorowy

#### Komunikacja miejska
W Legnicy funkcjonuje od 1898 roku komunikacja miejska, od 1968 roku obsługiwana wyłącznie autobusami. Połączenia na obszarze miasta i współpracujących gmin organizuje Urząd Miasta Legnicy. Operatorem połączeń jest Miejskie Przedsiębiorstwo Komunikacyjne, od 2017 roku podmiot wewnętrzny gminy Legnica. Spółka świadczy usługi na rzecz Legnicy na podstawie umowy ważnej do 2027 roku.
Linie autobusowe w Legnicy łączą Stare Miasto oraz osiedla na jego obrzeżach z największymi generatorami ruchu: pracodawcami (Legnicka Specjalna Strefa Ekonomiczna, Huta Miedzi Legnica, zakłady w północnej części miasta), obiektami handlowymi (Galeria Piastów i dawne lotnisko – Strefa Aktywności Gospodarczej z hipermarketami) oraz Wojewódzkim Szpitalem Specjalistycznym. W ramach publicznego transportu zbiorowego organizowanego na zlecenie gmin przez Legnicę, funkcjonują linie podmiejskie komunikacji miejskiej Legnicy do miejscowości na obszarze gmin Kunice, Legnickie Pole, Miłkowice i Prochowice.

#### Prywatny transport drogowy
Regionalny transport drogowy obsługują autokarami i mikrobusami prywatni przewoźnicy drogowi. Przewoźnicy realizują połączenia z Legnicy do ośrodków dawnego województwa legnickiego oraz miejscowości powiatu legnickiego. Główny przystanek „busów” znajduje się na placu pomiędzy stacją kolejową a dawnym dworcem autobusowym, gdzie istnieją również przystanki i punkt sprzedaży biletów komunikacji miejskiej. Przewoźnicy zatrzymują się również na przystankach na terenie miasta, szczególnie w pobliżu Wojewódzkiego Szpitala Specjalistycznego oraz Państwowej Wyższej Szkoły Zawodowej.
Legnica jest przystankiem linii autokarowych przewoźników dawnej Państwowej Komunikacji Samochodowej, łączących miasta wojewódzkie i siedziby przedsiębiorstw z miejscowościami wypoczynkowymi w Sudetach i nad Morzem Bałtyckim. Linie dawnej PKS korzystają z przystanku dworcowego istniejącego w miejscu dawnego dworca PKS. Na przystanku dworcowym zatrzymują się również autokary sieci połączeń Flixbus kursujące w kierunku Berlina, Drezna i Warszawy, Sindbad, w latach 2010–2017 PolskiBus i w latach 2004–2021 PKS Trans-Pol Legnica.

#### Transport kolejowy

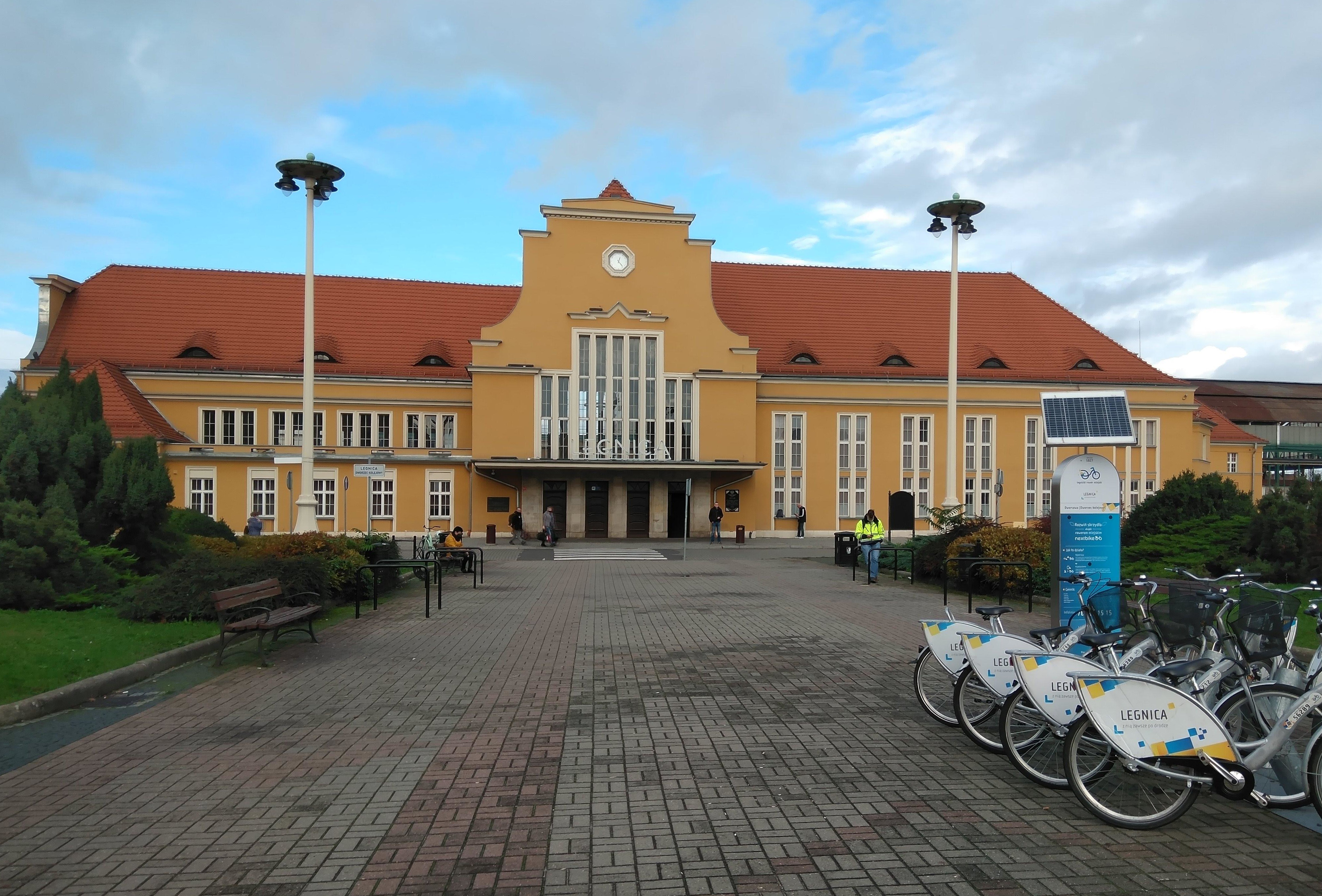
Dworzec główny w Legnicy

Legnicki węzeł kolejowy, rozumiany jako zbiór linii kolejowych łączących się ze sobą w granicach miasta, składa się z pięciu linii (oznaczenia współczesne): 137 Katowice – Legnica, 275 Wrocław Muchobór – Gubinek (od 1845 r. Kolej Dolnośląsko-Marchijska, aktualnie część magistrali E 30), 284 Legnica – Jerzmanice Zdrój d. Legnica – Pobiedna (granica państwa), 289 Legnica – Rudna Gwizdanów oraz 382 Legnica – Pątnów Legnicki (d. Legnica – Kobylin).
Według stanu na rok 2019, przez Legnicę kursują pociągi osobowe spółki Koleje Dolnośląskie w kierunku Dzierżoniowa i dalej Kotliny Kłodzkiej, Głogowa, Wrocławia, Zgorzelca, Żar, pociągi PKP InterCity łączące Ziemię Lubuską i Dolny Śląsk z Warszawą, Górnym Śląskiem oraz Pomorzem Zachodnim, w tym pociąg Berlin – Wiedeń oraz PKP Polregio jeżdżące po całej Polsce.
Według klasyfikacji PKP dworzec Legnica ma kategorię dworca wojewódzkiego. Dobowa wymiana pasażerów na stacji w 2017 r. wynosiła 6500 podróżnych. Pozostałe stacje i przystanki kolejowe w granicach Legnicy: Legnica Piekary, Nowa Wieś Legnicka i Legnica Strefa. Istnieje również dawna stacja Legnica Północna, formalnie włączona w obręb stacji Legnica. Planowana jest budowa przystanku kolejowego Legnica Zosinek i Legnica Huta.
Legnicki węzeł kolejowy można ominąć linią kolejową nr 296 Wielkie Piekary – Miłkowice, jest to tzw. obwodnica towarowa Legnicy.

### Transport lotniczy
Najbliżej położonym czynnym lotniskiem pasażerskim jest Port lotniczy Wrocław-Strachowice. Wojewódzki Szpital Specjalistyczny posiada od 2011 r. heliport.
W 2016 roku poniemieckie lotnisko wojskowe, przed rokiem 1993 służące Północnej Grupie Wojsk Armii Radzieckiej zostało zlikwidowane, a teren przeznaczono pod działalność produkcyjną i usługową.

## Oświata

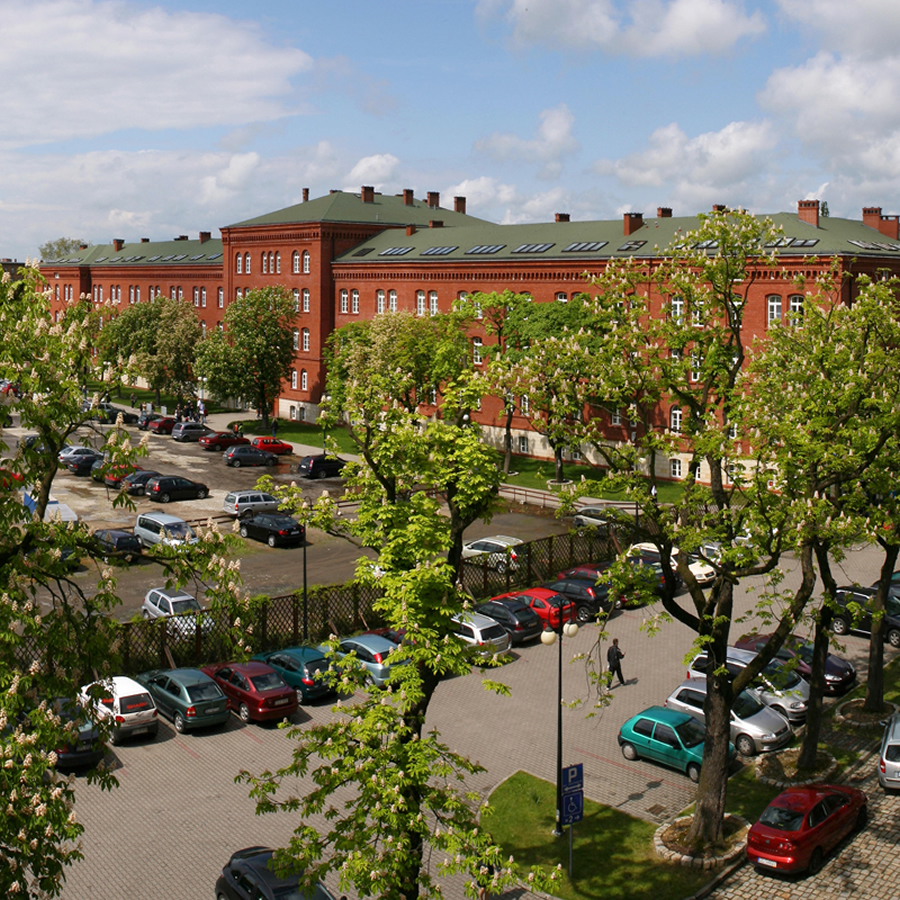
Kampus PWSZ w Legnicy

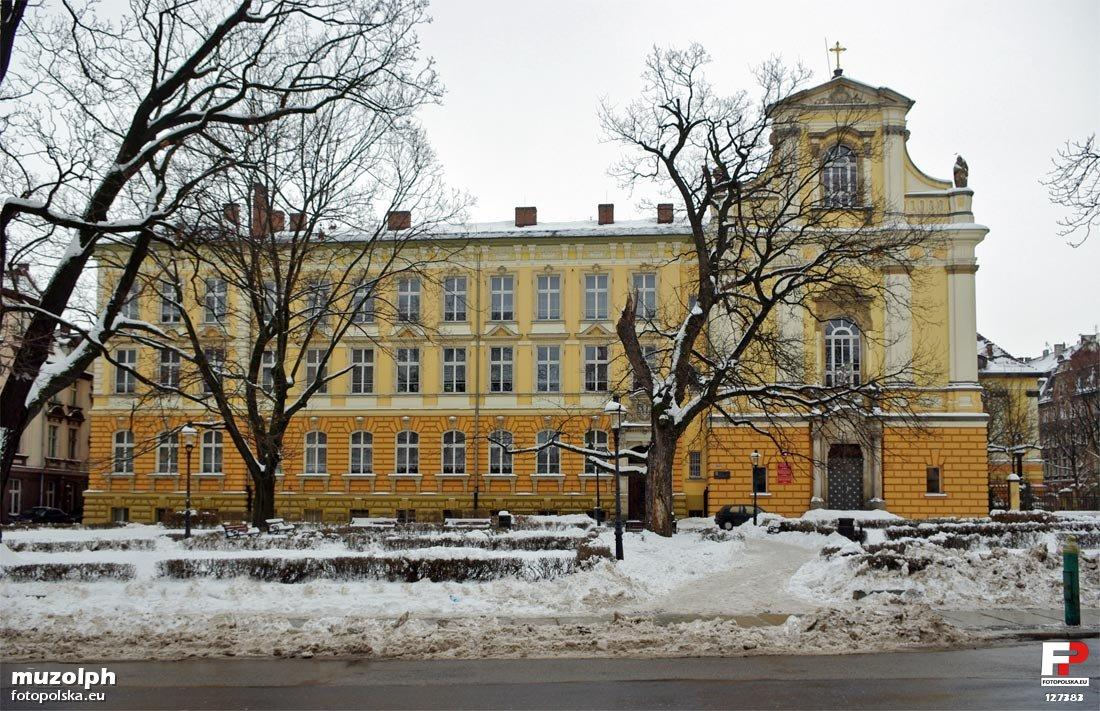
I Liceum Ogólnokształcące

### Uczelnie
Najwcześniej założoną państwową uczelnią w Legnicy była filia Politechniki Wrocławskiej, która powstała w 1969 r., by kształcić kadry na potrzeby rozwijającego się Zagłębia Miedziowego. Kolejne zakładano w latach późniejszych – były to: Nauczycielskie Kolegium Języków Obcych oraz Collegium Witelona (dawniej Państwowa Wyższa Szkoła Zawodowa im. Witelona w Legnicy). Ponadto od roku 1992 powstało w mieście kilka uczelni prywatnych, m.in. Wyższa Szkoła Menedżerska, Wyższa Szkoła Medyczna, a także Wyższe Seminarium Duchowne.

### Szkolnictwo ponadpodstawowe

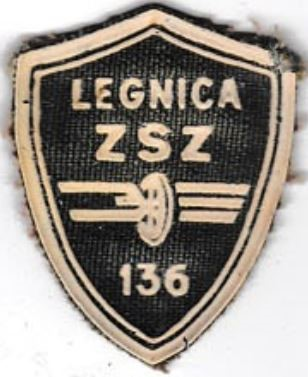
Tarcza szkolna ZSZ PKP w Legnicy

Pierwszymi ogólnokształcącymi szkołami średnimi w powojennej Legnicy były: I Liceum Ogólnokształcące im. T. Kościuszki, założone w 1945, oraz II Liceum Ogólnokształcące w 1948 roku. Początkowo numer III nosiło liceum z ukraińskim językiem nauczania przeniesione ze Złotoryi w 1960 i połączone z liceum z językiem wykładowym hebrajskim, po usamodzielnieniu i zmianie siedziby w roku 1962 otrzymało jednak numer IV. Sieć publicznych liceów ogólnokształcących uległa rozbudowie dopiero w latach 90., gdy powołano nowe szkoły: III LO przy Zespole Szkół Hutniczych (1990 r.), V LO w dzielnicy Fabryczna (1992 r.), VI LO przy byłej Szkole Podstawowej nr 11 na os. Kopernika (1994 r.), które wraz z Gimnazjum nr 1 tworzyło Zespół Szkół Ogólnokształcących nr 2 i VII LO przy Szkole Podstawowej nr 12 na os. Piekary (1997 r.). Powstało także liceum przy Zespole Szkół Integracyjnych oraz licea niepubliczne (m.n. Katolickie Liceum Ogólnokształcące im. Franciszka z Asyżu prowadzone przez franciszkanów) i prywatne. W 2005 roku, powstało także Akademickie Liceum Ogólnokształcące z inicjatywy Stowarzyszenia „Wspólnota Akademickie” na rzecz Rozwoju Państwowej Wyższej Szkoły Zawodowej w Legnicy. Legnica posiada również szkołę artystyczną, „Szkoła Wizażu i Pielęgnacji Urody Izabeli Maciuszek” jest pierwszą szkołą (rok zał. 2004) uczącą przyszłych wizażystów, charakteryzatorów, stylistów. Bardziej rozbudowana była sieć szkolnictwa zawodowego (szkoły zawodowe i technika). Wszystkie szkoły tego typu zgrupowane były w zespołach, spośród których do dziś działają zespoły szkół: budowlanych, ekonomicznych, elektryczno-mechanicznych, medycznych, przemysłu spożywczego, rolniczych, samochodowych, technicznych i ogólnokształcących (dawniej hutniczych).

## Kultura

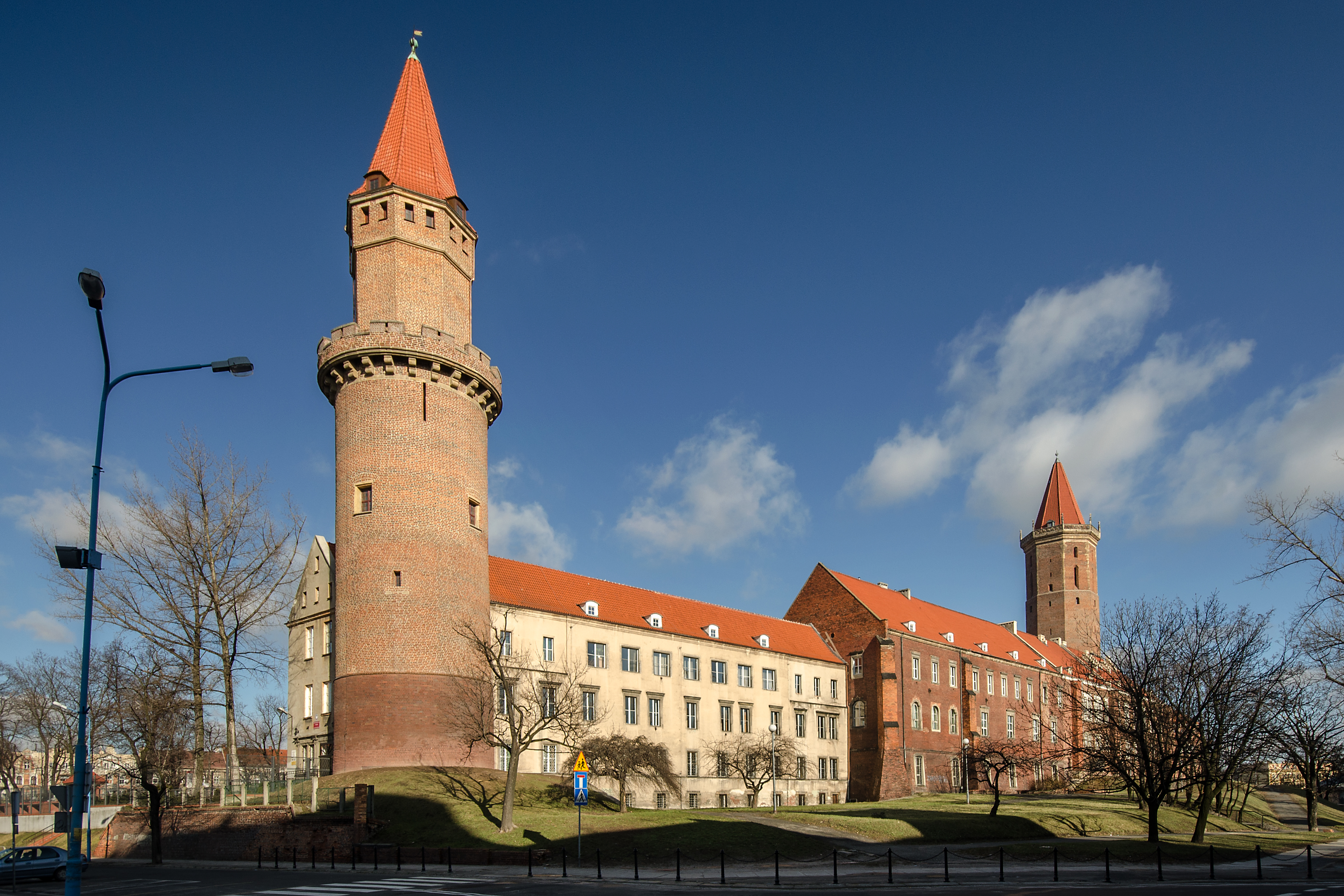
Zamek Piastowski

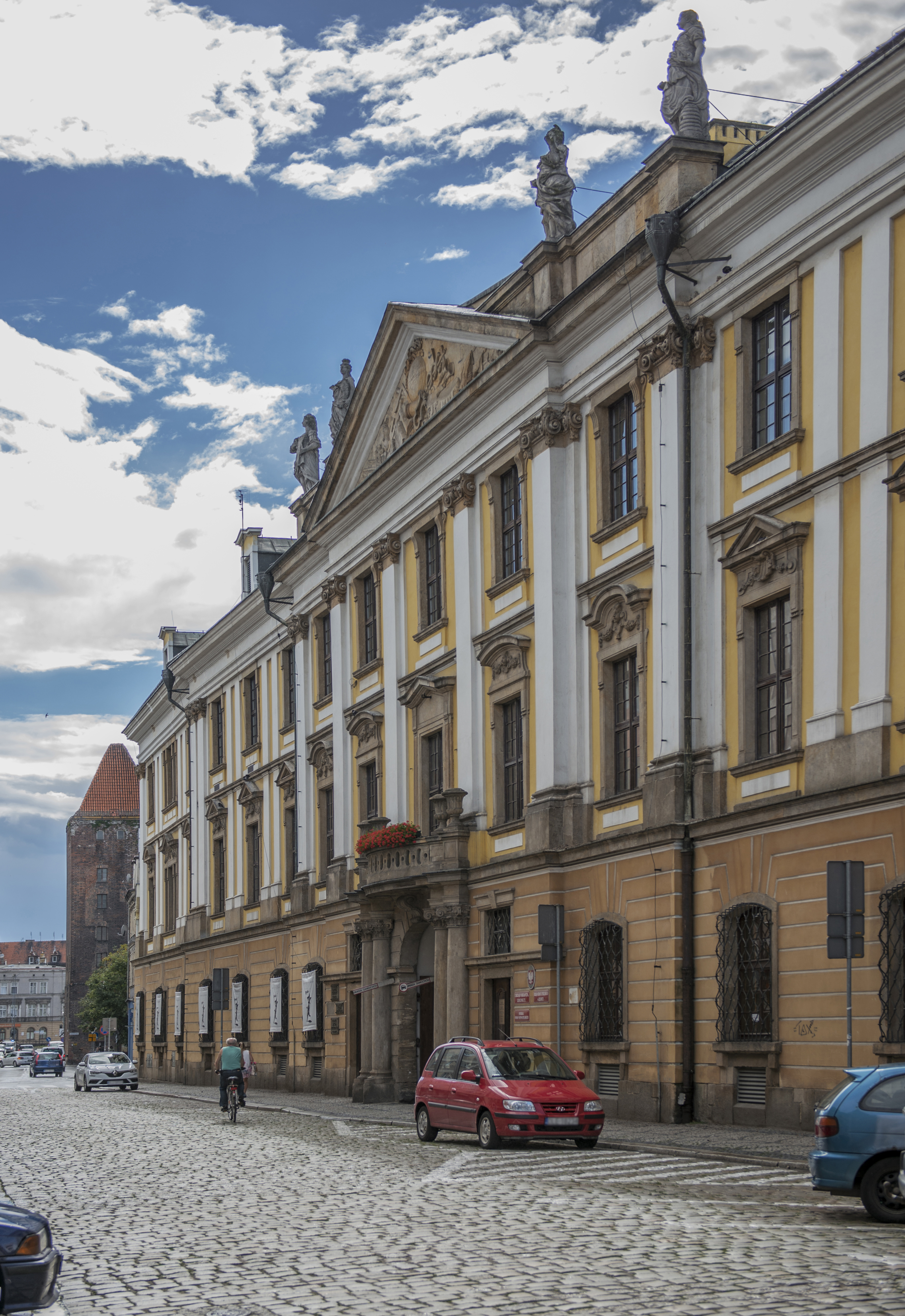
Akademia Rycerska – obecnie Muzeum Miedzi

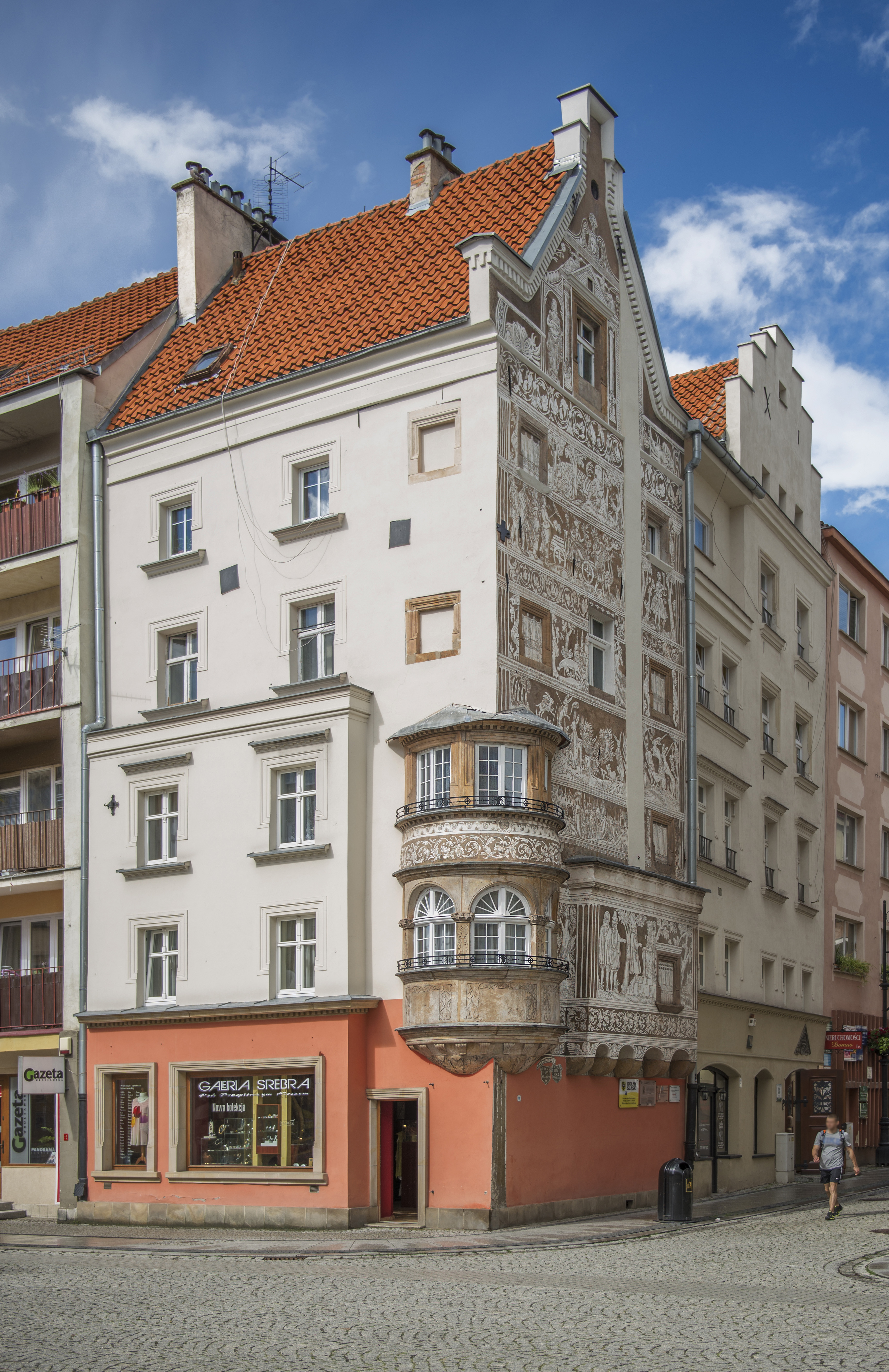
Dom Pod Przepiórczym Koszem (XVI, XIX/XX)

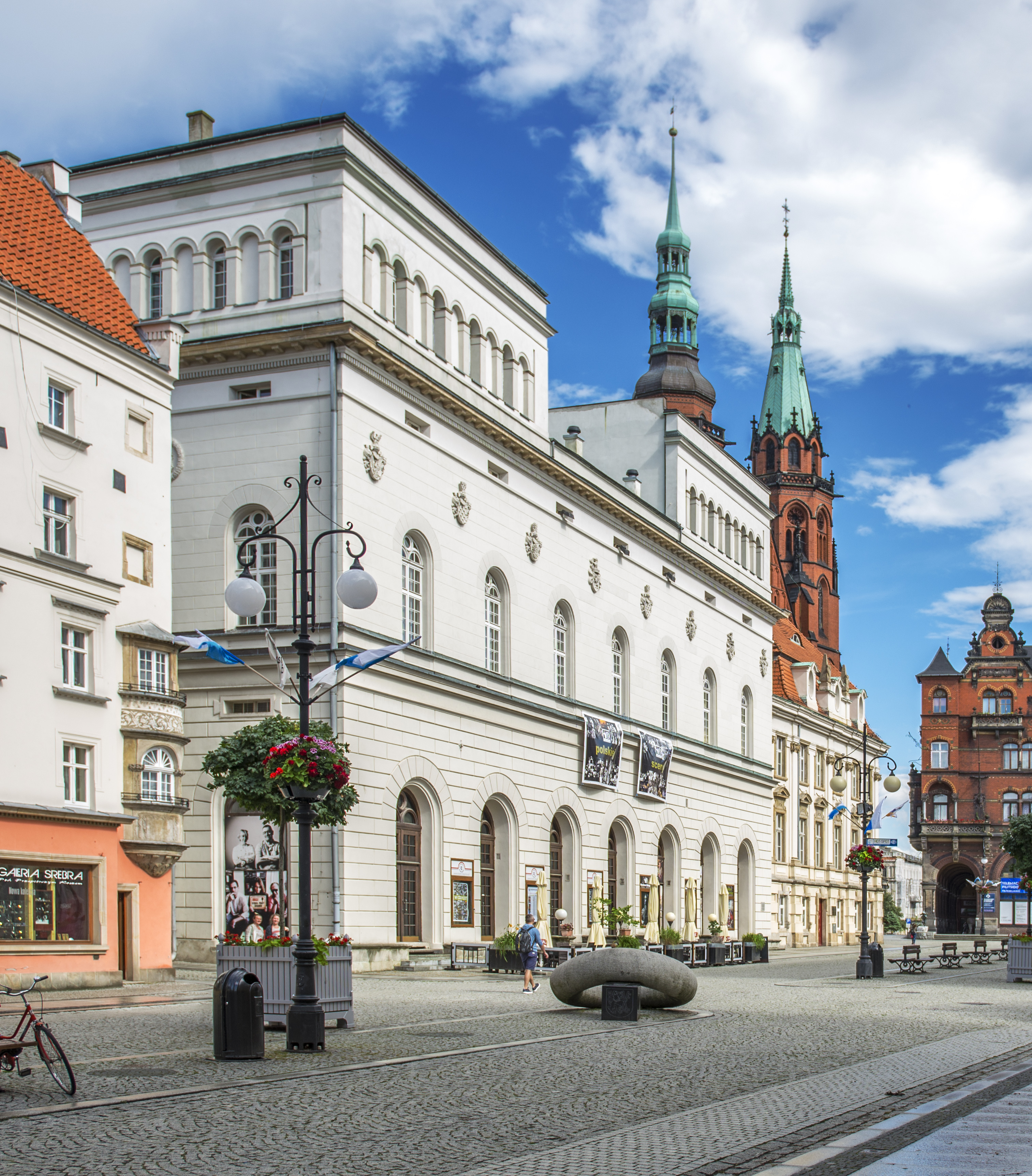
Teatr im. H. Modrzejewskiej

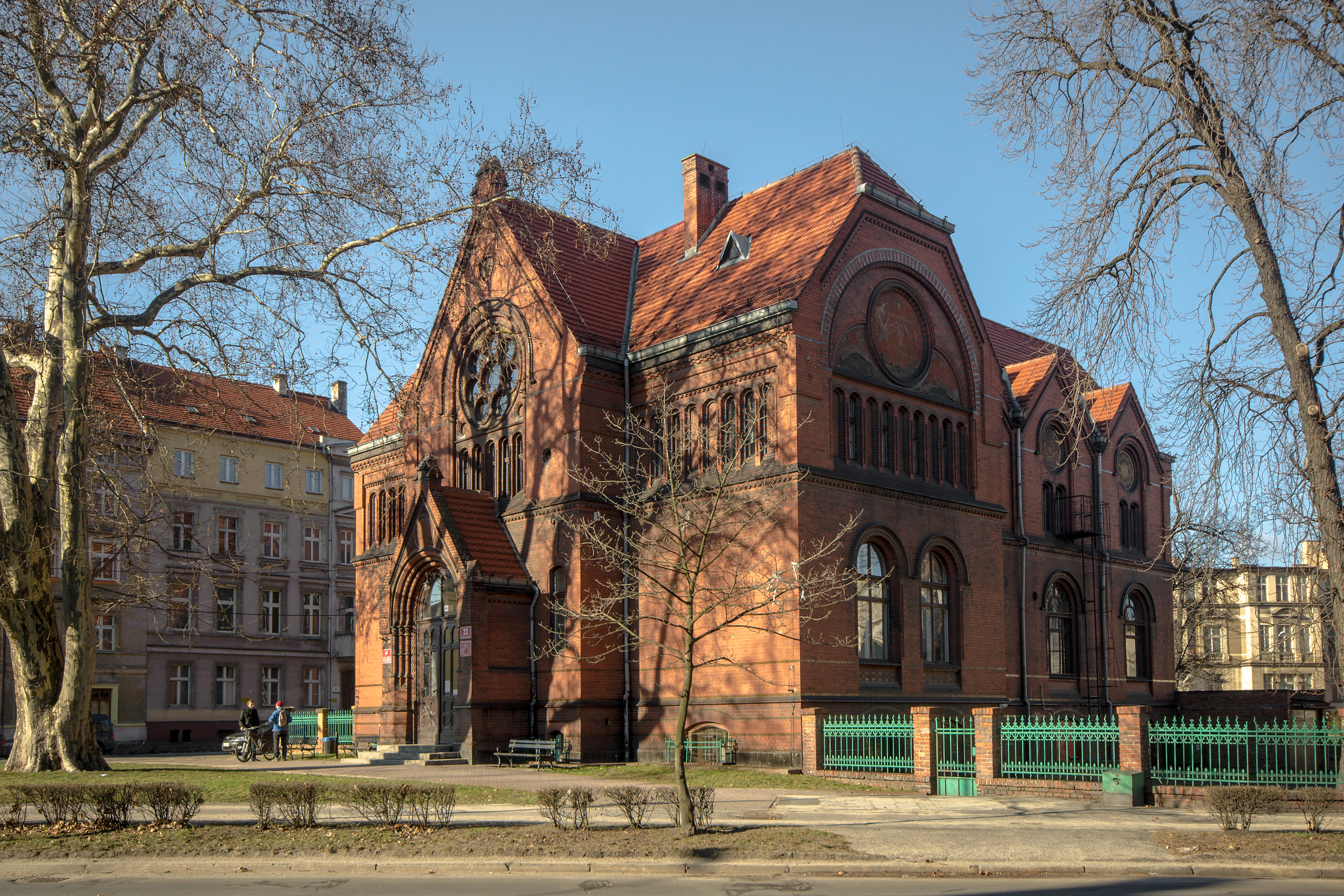
Legnicka Biblioteka Publiczna dawny gmach loży masońskiej

Funkcje muzeum okręgowego dla Legnicy spełnia Muzeum Miedzi wraz z oddziałami. Poza ekspozycjami związanymi z miedzią, placówka organizuje wystawy okolicznościowe.
Jedyną samodzielną galerią jest Galeria sztuki na pl. Katedralnym. Posiada dwa oddziały – Galerię srebra „Pod Przepiórczym Koszem” oraz Galerię Ring, obie mieszczą się w rynku. W gmachu Legnickiej Biblioteki Publicznej działa także przybiblioteczna Galeria Loża.
Co roku w Legnicy odbywają się Dni Legnicy. Do Legnicy przyjeżdżają polskie i zagraniczne zespoły muzyczne i muzycy oraz kabarety. Impreza odbywa się na Legnickim lotnisku na wielkiej scenie.
Od 2009 działa kino Centrum Filmowe Helios z 5 salami kinowymi na 1086 miejsc.
Dostęp do książek poprzez siedzibę główną i 11 filii zapewnia Legnicka Biblioteka Publiczna.
Archiwalia dotyczące miasta Legnicy i regionu pochodzące od końca XIII w. gromadzi oddział Archiwum Państwowego. Propagowaniem kultury zajmują się: Legnickie Centrum Kultury, Młodzieżowe Centrum Kultury, osiedlowe domy kultury „Kopernik” i „Atrium” oraz klub osiedlowy „Agatka”. W mieście funkcjonuje także Łemkowski Zespół Pieśni i Tańca „Kyczera” oraz Zespół Pieśni i Tańca „Legnica”.
Ogólnopolski Turniej Chórów „Legnica Cantat”
W mieście działają 3 chóry:
- Chór Młodzieżowy Państwowej Szkoły Muzycznej I i II stopnia
- Chór „Madrygał” Legnickiego Centrum Kultury
- Chór Kameralny „AXION”
- „Ars Cantandi” chór parafialny katedry legnickiej,

a także chóry szkolne:
- „Cantus” chór II Liceum Ogólnokształcącego
- „Carmen” chór I Liceum Ogólnokształcącego.

Doroczne festiwale międzynarodowe:

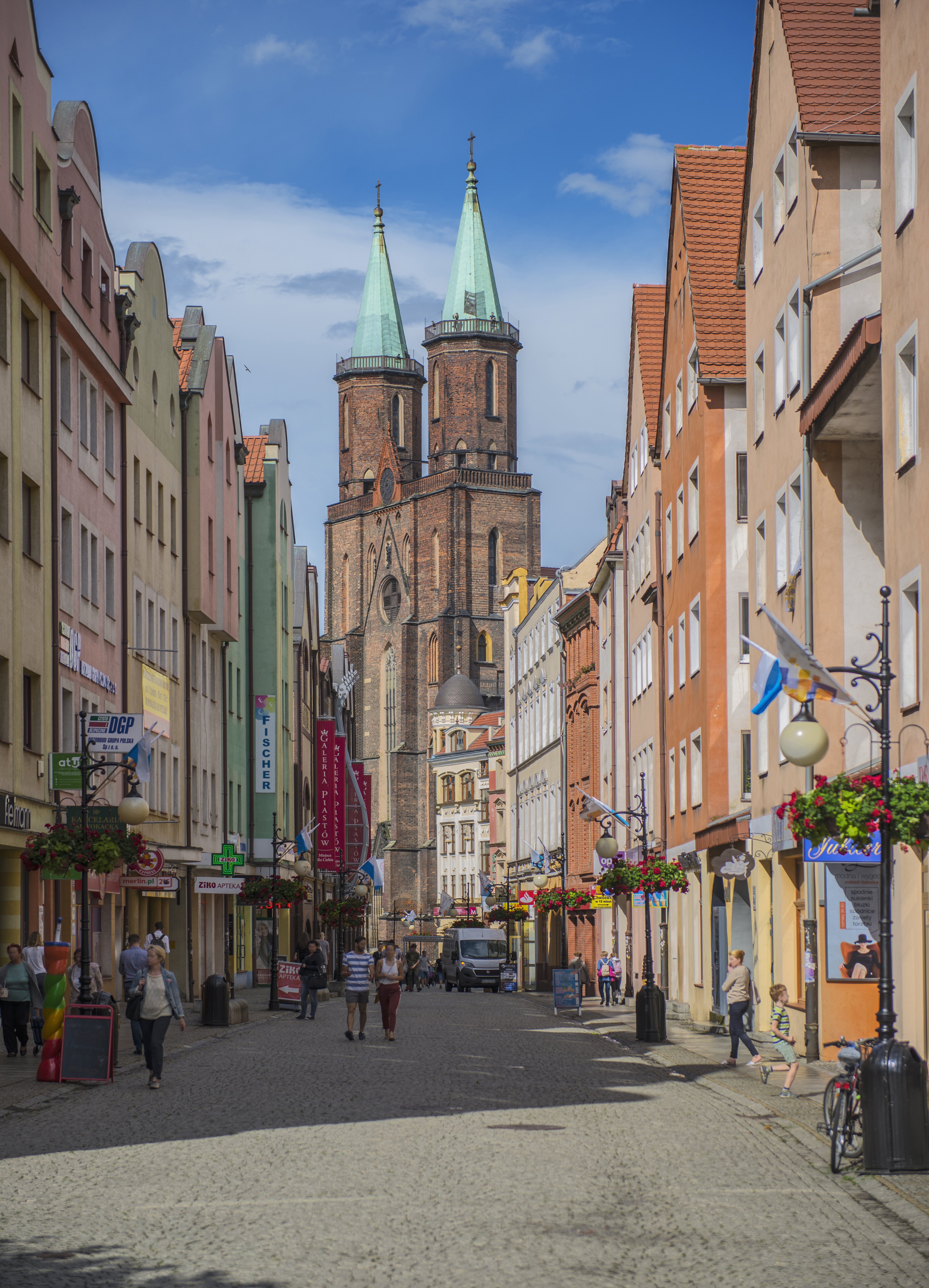
Ulica Najświętszej Marii Panny

- Międzynarodowy Festiwal Teatralny „Miasto”
- rysunku satyrycznego – „Satyrykon-Legnica”[84],
- przegląd form złotniczych – „Srebro”,
- Europejskie Spotkania Mniejszości Narodowych i Etnicznych „Pod Kyczerą” (pierwsze edycje pod nazwą „Europa bez granic”),
- Warsztaty filmu animowanego – Letnia Akademia Filmowa[85]
- Legnickie Wieczory Organowe[86]
- Festiwal Legnickich Organizacji Pozarządowych
- Festiwal Kultury Japońskiej.

## Media
Po zmianach w dzienniku „Słowo Polskie – Gazeta Wrocławska” wprowadzonych w 2007 r., zniknęła ostatnia gazeta, w której publikowano codziennie doniesienia z Legnicy. Pod koniec 2006 r. decyzją wydawcy zlikwidowano jeden z najstarszych tytułów prasowych w regionie („Konkrety”), który zastąpiły niebawem nowe „Konkrety Polskie”. Istniejący od 1994 roku drugi tygodnik „Panorama Legnicka” – został przejęty przez właściciela „Gazety Wrocławskiej” i zdegradowany do roli wtorkowego dodatku do dziennika. Obecnie od roku 2004 pojawiają się nowe gazety bezpłatne: „Express Legnicki”, „Gazeta Piastowska”, „Gazeta Legnicka”.
Po 17-letniej przerwie na legnicki rynek prasowy powróciła „Gazeta Legnicka” (bezpłatna). Wydawana jest przy współpracy z portalem LCA.pl przez Wydawnictwo LCA – Media. Numer zerowy ukazał się w dniu 20 listopada 2008 roku. „Gazeta Legnicka” była pierwszym niezależnym, lokalnym dziennikiem w Polsce i ukazywała się w latach 1991–1994. Obecnie wydawana jest w formie darmowego dwutygodnika.
Jedyną rozgłośnią radiową działającą na terenie Legnicy jest Radio Plus Legnica. Informacje z Legnicy emitują w swoich serwisach regionalnych również Polskie Radio Wrocław, Muzyczne Radio i Radio Złote Przeboje.
Jedyna legnicka telewizja to działająca w sieci kablowej Vectra Telewizja Dami. Informacje z Legnicy dostępne są również na antenie TVP3 Wrocław i w TV Regionalna.
Dwa najstarsze legnickie portale internetowe działające do dziś to legnica.net.pl powstały w 1997 r., oraz LCA.pl, który powstał w 2001 r. Od 2000 r. działa także mający charakter portalu miejskiego serwis internetowy Urzędu Miasta legnica.eu. Istnieje jeszcze regionalny portal informacyjno-publicystyczny e-legnickie.pl, który opisuje codzienne wydarzenia z Legnicy i okolic.

## Wspólnoty wyznaniowe

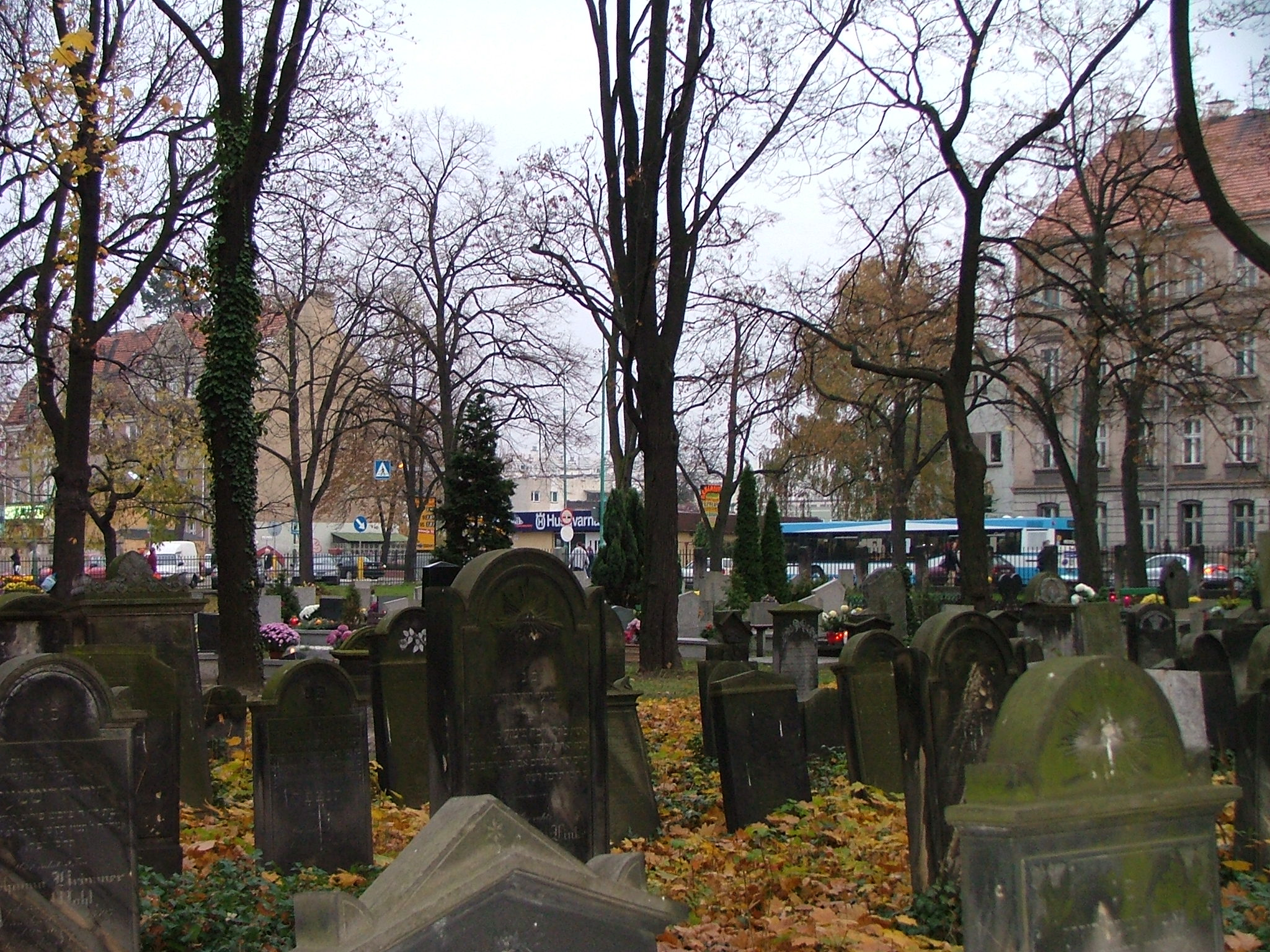
Cmentarz żydowski

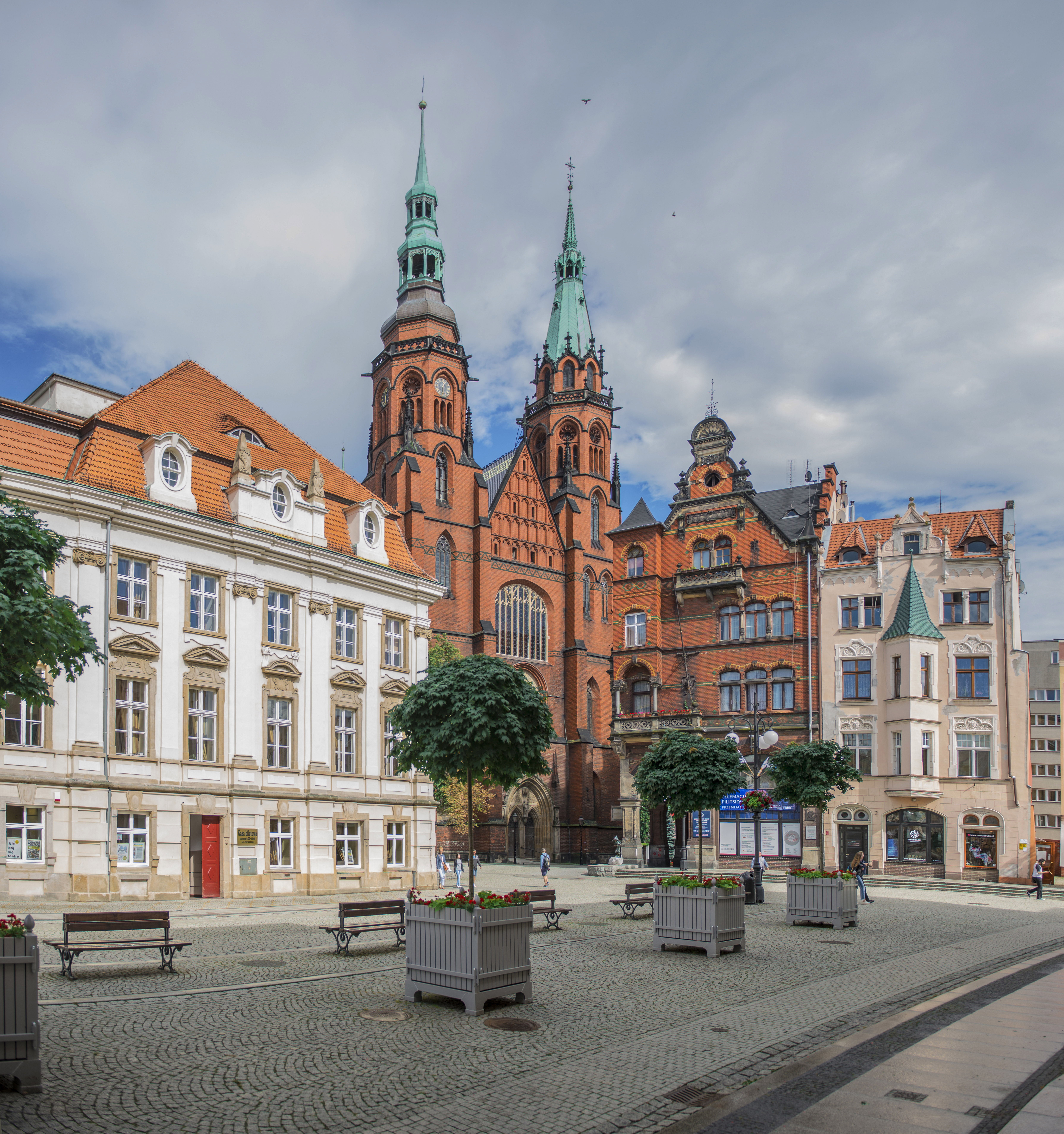
Katedra Świętych Apostołów Piotra i Pawła

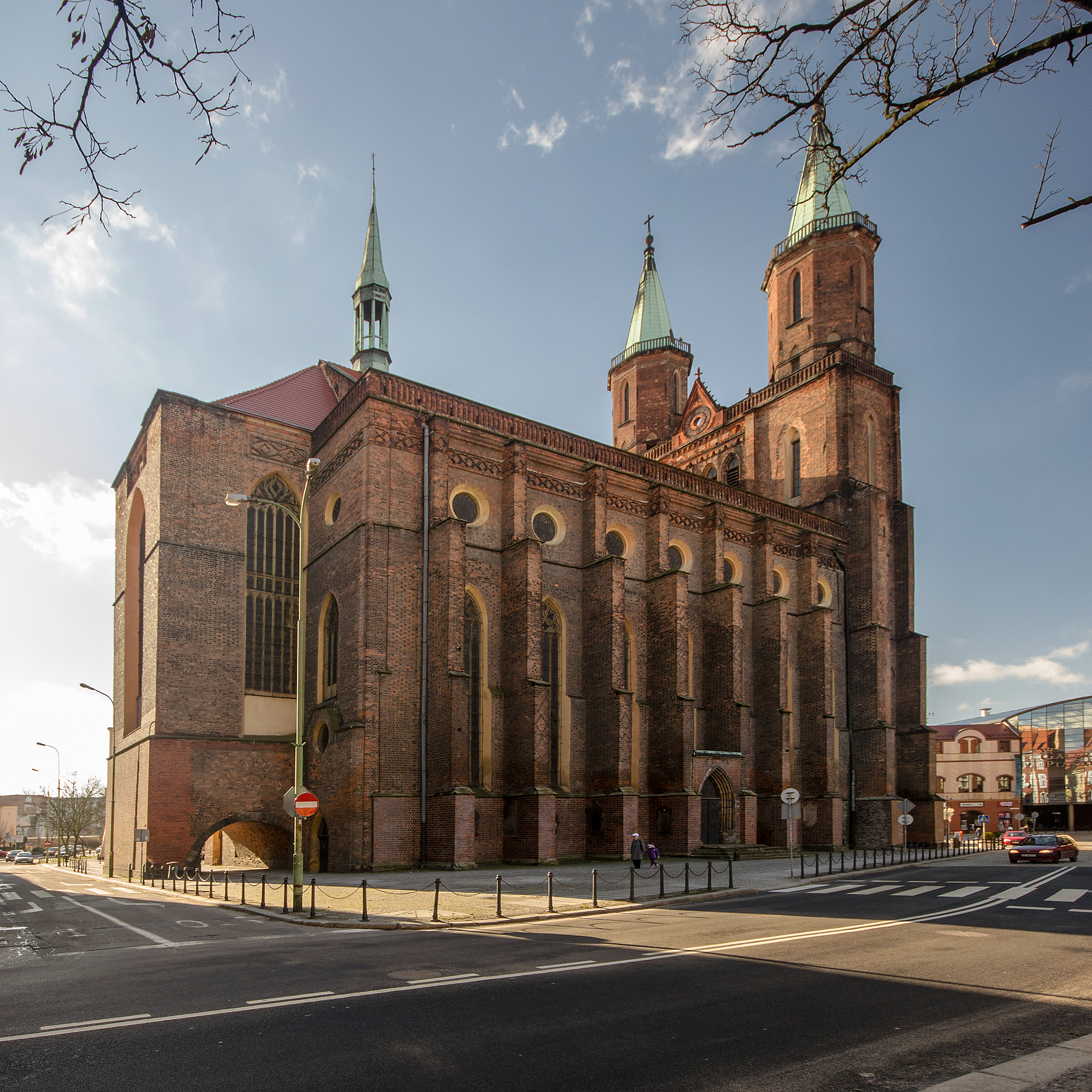
Kościół ewangelicko-augsburski Marii Panny

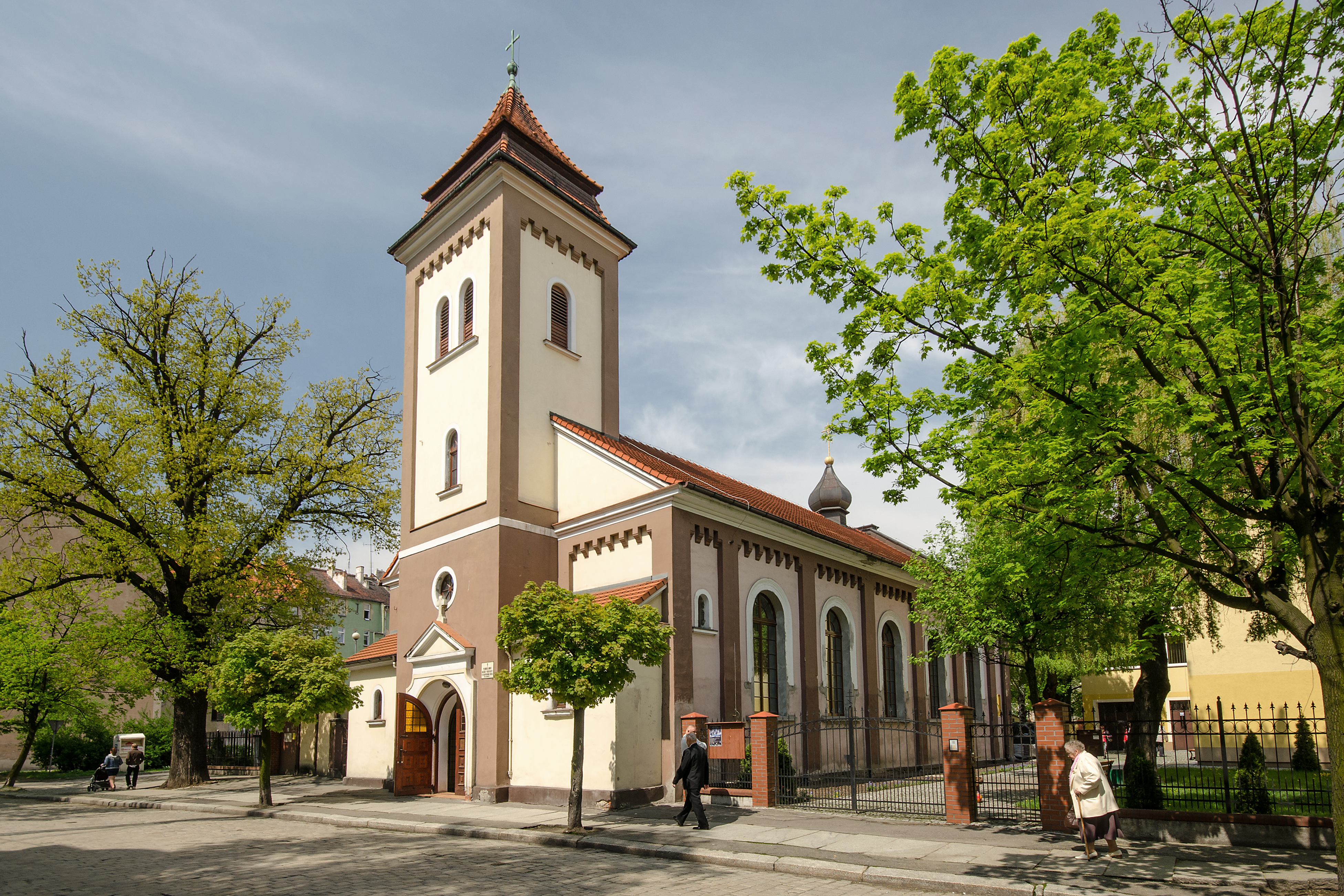
Cerkiew prawosławna Zmartwychwstania Pańskiego

### Judaizm
Po 1945 r. w Legnicy odrodziła się Kongregacja Wyznania Mojżeszowego, którą w 1993 przekształcono w Gminę Wyznaniową Żydowską. Społeczność żydowska nie posiada w mieście wolno stojącej synagogi. Dom modlitwy znajduje się w zajmowanej przez Gminę części kamienicy przy ul. Chojnowskiej 12. Gmina administruje także cmentarzem, przy którym istnieje dom przedpogrzebowy.
| Rok  | Liczba Żydów |
| ---- | ------------ |
| 1812 | 8            |
| 1839 | 230          |
| 1845 | 400          |
| 1859 | 607          |
| 1910 | 742          |
| 1926 | 830          |
| 1929 | 920          |
| 1933 | 674          |
| 1937 | 427          |

### Katolicyzm
- Kościół rzymskokatolicki – posiada 14 parafii skupionych w trzech dekanatach. Poza świątyniami, w mieście działa katolicka administracja (Kuria Biskupia, Sąd Kościelny), szkolnictwo wyższe (Wyższe Seminarium Duchowne Diecezji Legnickiej, Papieski Wydział Teologiczny) oraz instytucje charytatywne (Caritas, dom dziecka, przychodnia zdrowia)[87].
- Kościół greckokatolicki – parafia Zaśnięcia Najświętszej Maryi Panny (cerkiew Zaśnięcia Najświętszej Maryi Panny)[88]

### Prawosławie
- Polski Autokefaliczny Kościół Prawosławny – Cerkiew pod wezwaniem Zmartwychwstania Pańskiego (ul. Zofii Kossak 9), dawny kościół ewangelicki (staroluterański) z 1847. Od 1975 r. należy do Polskiego Autokefalicznego Kościoła Prawosławnego[89]. Świątynia parafialna[90].

### Protestantyzm
- Chrześcijańska Wspólnota Zielonoświątkowa:
  - zbór w Legnicy (ul. Sudecka)[91]
- Kościół Adwentystów Dnia Siódmego w RP:
  - zbór w Legnicy (parter kamienicy przy ul. Reymonta)[92]
- Kościół Boży w Chrystusie:
  - Kościół „Anastasis” w Legnicy (parter kamienicy przy ul. Witelona)[93]
- Kościół Chrześcijan Baptystów w RP:
  - placówka w Legnicy (ul. Poselska)[94]
- Kościół Ewangelicko-Augsburski w RP:
  - Parafia Ewangelicko-Augsburska w Legnicy (kościół Marii Panny – najdłużej działający kościół ewangelicki w mieście, wybudowany jako katolicki pod koniec XII w.)[95][96]
  - Parafia Ewangelicko-Augsburska św. Krzysztofa we Wrocławiu – prowadzi niemieckojęzyczne nabożeństwa w kościele Marii Panny w Legnicy[97]
- Kościół Zielonoświątkowy:
  - Zbór „Anastasis”[98][99] (przy ul. Henryka Pobożnego w dawnym kościele apostolskokatolickim z XIX w.[100])

### Świadkowie Jehowy
- Sześć zborów: Legnica-Centrum, Legnica-Południe, Legnica-Nadbrzeże, Legnica-Ukraiński, Legnica-Wschód, Legnica-Zachód[101]
- Kompleks Sal Królestwa przy ul. Koskowickiej 55/55A[101].

## Sport

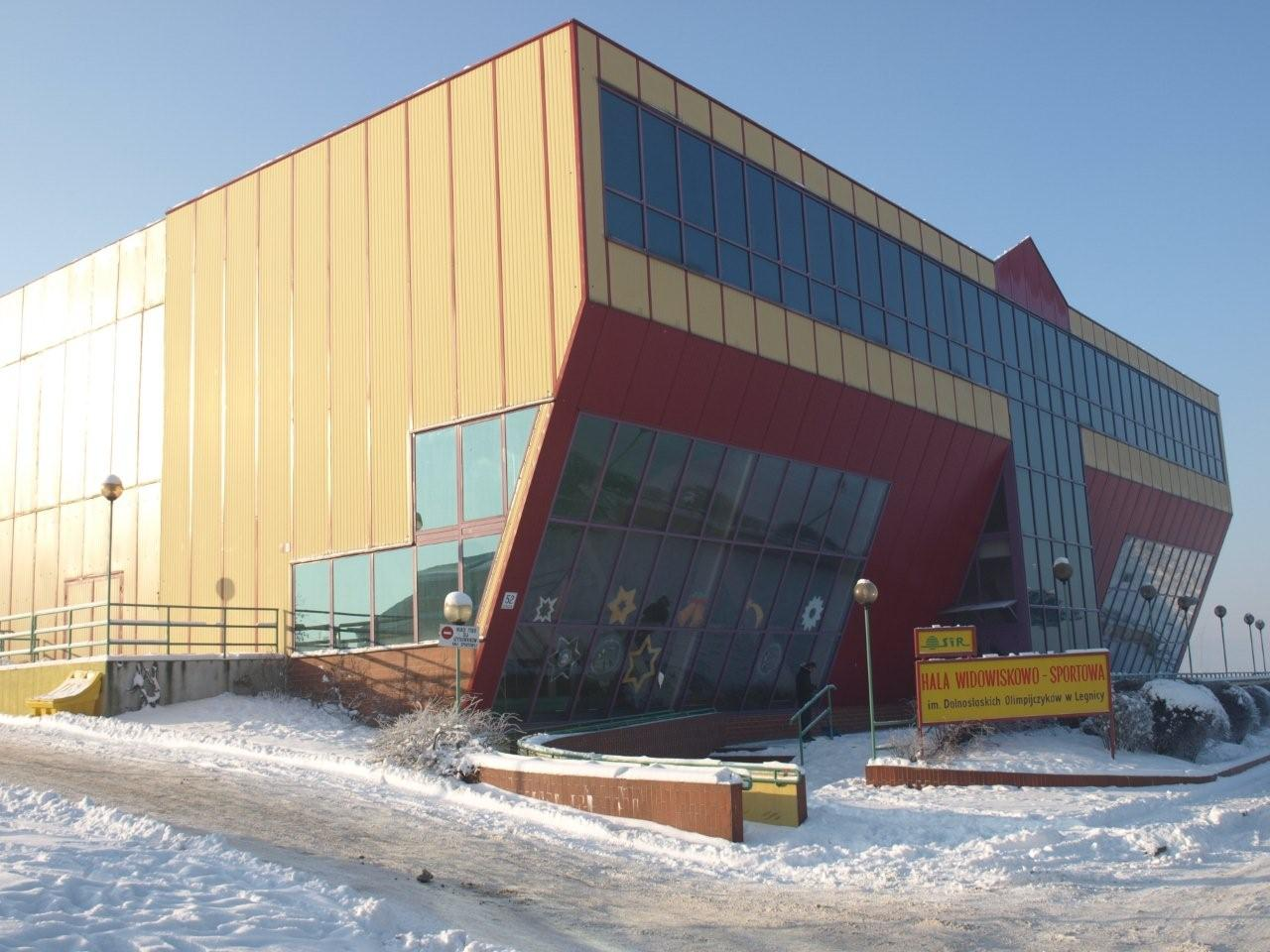
Hala Widowiskowo-Sportowa im. Dolnośląskich Olimpijczyków

Corocznie miasto jest gospodarzem kilkunastu imprez sportowych o randze krajowej, m.in. międzynarodowego wyścigu kolarskiego „Szlakiem Grodów Piastowskich”, licznych turniejów siatkarskich i szachowych.

### Obiekty sportowe
Największymi legnickimi obiektami sportowymi zarządza Ośrodek Sportu i Rekreacji. Są wśród nich dwa stadiony piłkarskie, Hala Widowiskowo-Sportowa im. Dolnośląskich Olimpijczyków, dwie mniejsze hale sportowe (w tym jedna ze ścianą wspinaczkową), dwa kompleksy otwartych basenów, dwa kompleksy kortów tenisowych i jeden skatepark. Obiekty OSiR uzupełnia szkolna baza sportowa, częściowo udostępniona dla mieszkańców, która obejmuje boiska wielofunkcyjne, ok. 20 szkolnych sal sportowych (w większości, po remontach w l. 2000-2008 o zbliżonym standardzie), 3 baseny kryte, tor łuczniczy, siłownie, kluby fitness i kręgielnia.

### Kluby sportowe
W mieście istnieje kilkanaście klubów sportowych. Do najstarszych, istniejących od 1971 r. należą kluby 
- piłki nożnej Miedź Legnica i Konfeks Legnica; do nowszych klubów tej dyscypliny należą Zakaczawie Legnica i Legniczanka Legnica;
- piłki ręcznej KPR Miedź'96 Legnica;
- koszykarzy Olimpia i Lew Legnica;
- piłki siatkowej Ikar Legnica;
- sztuk walki: Legnicka Sekcja Aikido, Legnicki Klub Taekwondo, kluby karate: LKK Kyokushin, KKS Tora i KK Wankan;
- kolarstwa górskiego KKG Zywer;
- łucznictwa KS Strzelec;
- Legnickie Towarzystwo Ringo;
- trójboju siłowego – TKKF Śródmieście;
- lekkoatletyki Sprint Legnica i MUKS Legnica;
- AZS COLLEGIUM WITELONA – wielosekcyjny Klub AZS.

## Władze i administracja

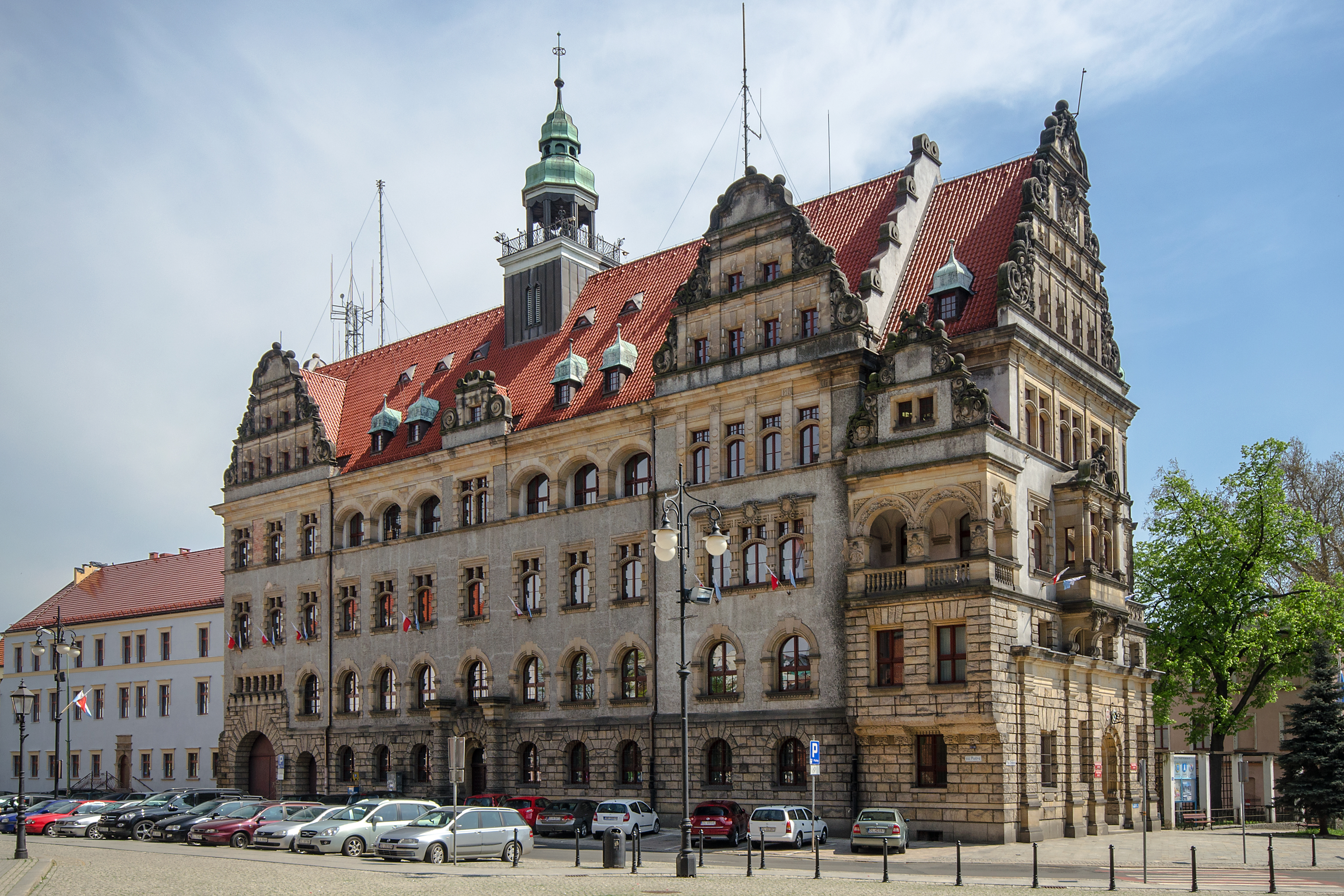
Nowy Ratusz

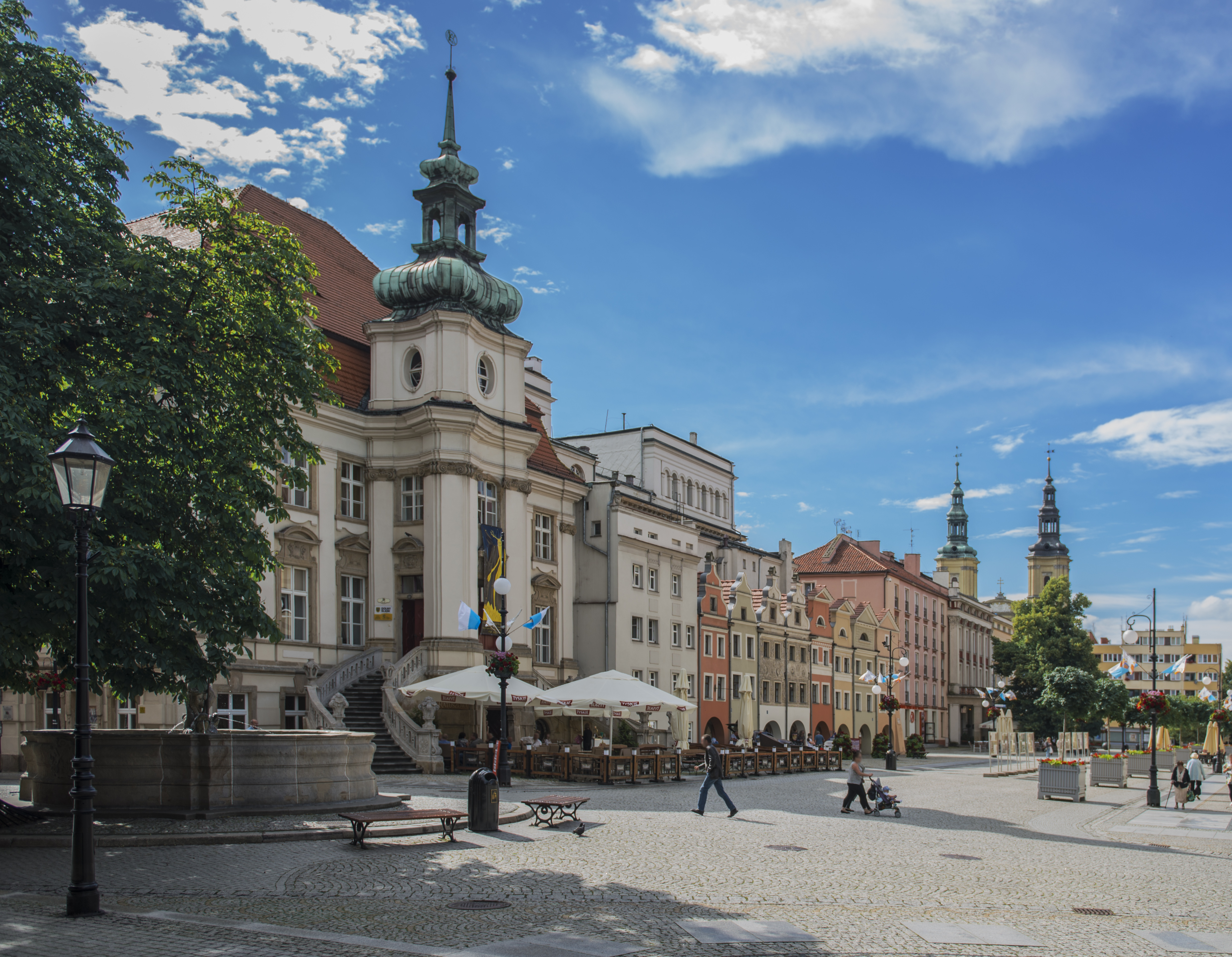
Stary Ratusz na legnickim rynku

Legnica ma status miasta na prawach powiatu. Rada Miejska Legnicy składa się z 25 radnych Organem wykonawczym samorządu jest prezydent miasta, którym obecnie jest Maciej Kupaj.
| Ugrupowanie                  | Kadencja 2002-2006 | Kadencja 2006-2010 | Kadencja 2010-2014 | Kadencja 2014-2018   | Kadencja 2018-2024 | Kadencja 2024-2029 |
| ---------------------------- | ------------------ | ------------------ | ------------------ | -------------------- | ------------------ | ------------------ |
| Sojusz Lewicy Demokratycznej | 12 (SLD-UP)        | 4 (LiD)            | 3                  | 1 (SLD Lewica Razem) | –                  | –                  |
| Samoobrona                   | 2                  | –                  | –                  | –                    | –                  | –                  |
| POPiS                        | 1                  | –                  | –                  | –                    | –                  | –                  |
| Forum Legnickie              | 5                  | 3                  | –                  | –                    | –                  | –                  |
| Liga Polskich Rodzin         | 4                  | 2                  | –                  | –                    | –                  | –                  |
| EuroLegnica                  | 1                  | –                  | –                  | –                    | –                  | –                  |
| Prawo i Sprawiedliwość       | –                  | 6                  | 5                  | 8                    | 7                  | 8                  |
| Platforma Obywatelska        | –                  | 5                  | 7                  | 8                    | 7                  | 14                 |
| KWW Tadeusza Krzakowskiego   | –                  | 5                  | 9                  | 4                    | 9                  | 1                  |
| Legnickie Forum Samorządowe  | –                  | –                  | 1                  | –                    | –                  | –                  |
| Porozumienie dla Legnicy     | –                  | –                  | –                  | 2                    | –                  | –                  |

Miasto jest też siedzibą samorządu powiatu legnickiego.
Legnica znajduje się w okręgu wyborczym nr 1 do Sejmu oraz okręgu nr 3 do Senatu.

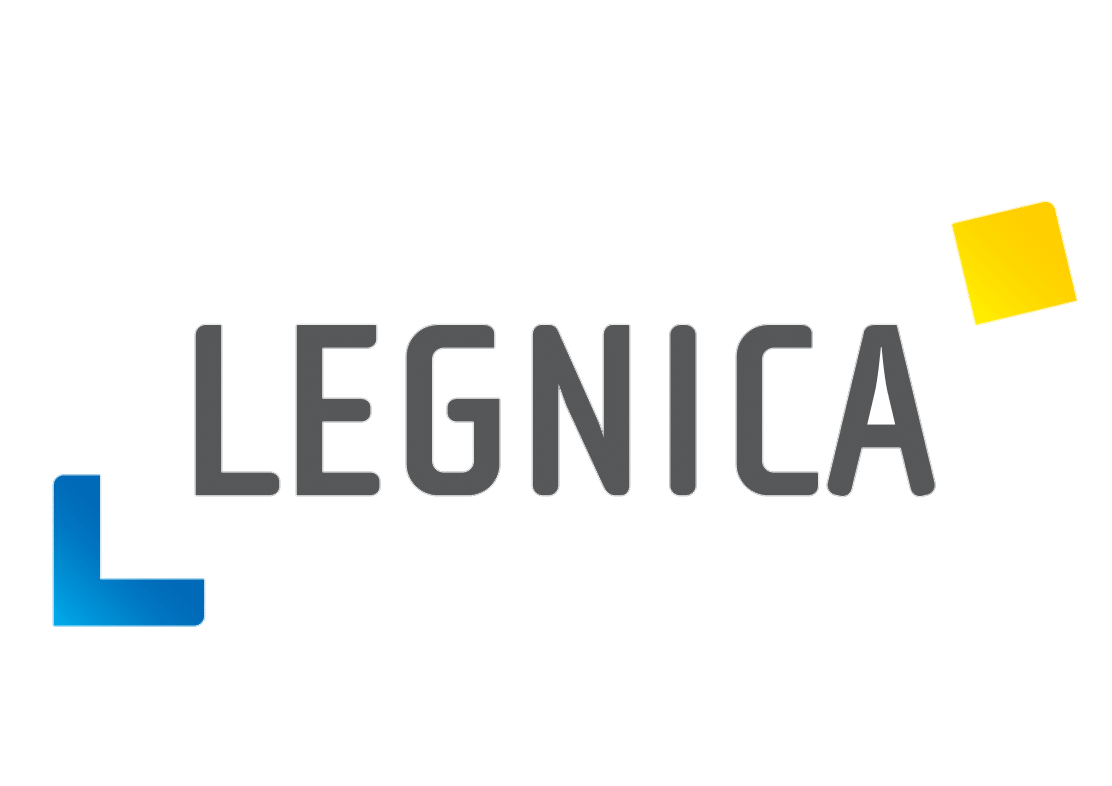
Logo Legnicy

### Granice administracyjne; sąsiednie gminy
Obecne granice administracyjne Legnicy zostały ustalone w roku 1983.
Od północy i zachodu miasto graniczy z gminą Miłkowice, od zachodu, wschodu i południa z gminą Krotoszyce, od południa i wschodu z gminą Legnickie Pole, od wschodu i północy z gminą Kunice.

### Podział terytorialny miasta
Formalnie, choć status miasta daje taką możliwość, Legnica nie jest podzielona na osiedla ani dzielnice. Jedynym istniejącym podziałem, używanym do celów ewidencyjnych i rejonizacji szkół jest podział na 41 obrębów (Zabłocie, Piaski, Kąpielisko, Czarny Dwór, Piątnica, Górka, Ulesie, Zosinek, Fabryczna, Stare Miasto, Kartuzy, Piekary, Wrocławskie Przedmieście, Ogrody, Tarninów, Ochota, Winiary, Bielany, Nowiny, Białka, Glinki, Bartniki, Nowe Osiedle, Osiedle Sudeckie, Huta, Ludwikowo, Rybaki, Domki, Nowy Dwór, Bartoszów, Nowa Wieś, Przybków, Rzeszotary, Pawice, Pątnów, Piekary Stare, Piekary Wielkie, Osiedle Piekary, Osiedle Mikołaja Kopernika, Pawłowice, Smokowice) pokrywających się z obrębami geodezyjnymi.

### Osiedla i dzielnice

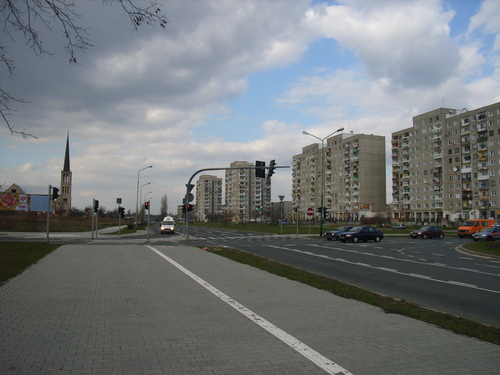
Osiedle Piekary

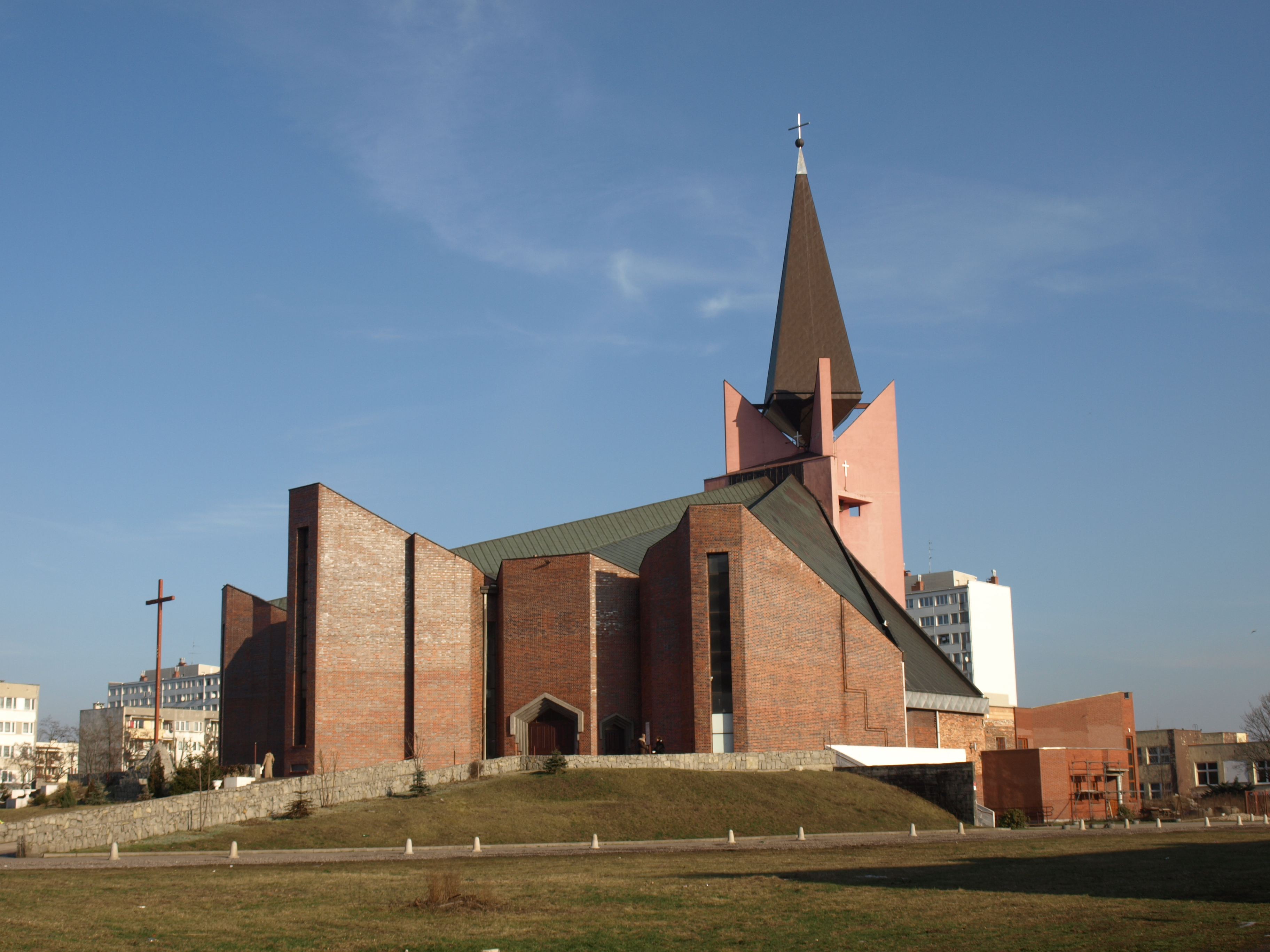
Kościół pw. Matki Bożej Królowej Polski na Osiedlu Kopernika

- Osiedle Białe Sady
- Osiedle Asnyka
- Bielany
- Tarninów
- Stare Miasto
- Fabryczna
- Osiedle Zosinek
- Przedmieście Głogowskie
- Piątnica
- Pawice
- Piekary Wielkie
- Stare Piekary
- Osiedle Kopernika
- Osiedle Piekary
- Osiedle Ptasie
- Kartuzy (Zakaczawie)
- Ludwikowo
- Osiedle Sienkiewicza
- Przybków

## Współpraca międzynarodowa
Miasta i gminy partnerskie:
- Wuppertal, Niemcy
- Drohobycz, Ukraina
- Blansko, Czechy
- Roanne, Francja
- Miśnia, Niemcy[115]

## Osoby związane z Legnicą

### Honorowi obywatele Legnicy
Tytuł honorowego obywatela Legnicy nadaje Rada Miejska Legnicy na wniosek uprawnionych organów rozpatrując wysoki poziom moralny kandydatów oraz ich szczególne osiągnięcia.